# ラブライブ!虹ヶ咲学園スクールアイドル同好会
『ラブライブ！虹ヶ咲学園スクールアイドル同好会』（ラブライブ！にじがさきがくえんスクールアイドルどうこうかい）は、アスキー・メディアワークス（KADOKAWA）、ランティス（バンダイナムコミュージックライブ）、サンライズ（バンダイナムコフィルムワークス）の3者によるプロジェクト『ラブライブ!シリーズ』の第3作。

## 概要
架空の高校・虹ヶ咲学園を舞台に活動するスクールアイドルたち「虹ヶ咲学園スクールアイドル同好会」（ニジガク）を主人公としたシリーズ第3作。原案は引き続き公野櫻子が担当しているが、アニメの主要スタッフは全面交代しているほか、ノベルの担当も公野ではなく犬井楡となっている。
過去2作同様に実在の地域を舞台としており、本作は東京都江東区を中心とした有明・お台場周辺が舞台に選ばれ、同好会のメンバーが通う虹ヶ咲学園のモデルは「東京国際展示場（東京ビッグサイト）」となっている。また、エリア内に実在する大型レジャー施設や現地の交通機関とのコラボレーション企画が多数開催されている（詳細は下記の『#コラボレーション』を参照）。
シリーズ初の試みとして、グループとしての名前はなくメンバー全員がソロアイドルとして個人活動していることや、プロジェクト発表時点に公開された9人から追加で3人加わり、メンバー総数が12人であることが挙げられる。先代グループのμ'sやAqoursが登場しない単独の作品ではあるが、作中では無印で登場したものと同一の背景や、それらを連想させるシーンがいくつか登場する。
アプリゲーム『ラブライブ! スクールアイドルフェスティバル ALL STARS』（『スクスタ』）をきっかけに始動したプロジェクトであり、『スクスタ』とアニメでは絵柄が異なることもあり、楽曲やライブイベント、グッズ等においてもゲームとアニメを区別して扱う二本柱の展開を実施している。例として、ワンマンライブイベントは、1st・2nd・4th・6thはゲーム（『スクスタ』『ラブライブ! スクールアイドルフェスティバル2 MIRACLE LIVE』）を、3rd・5th・7thはアニメを主題としている。

## 来歴
2017年3月末に発表された『ラブライブ! スクールアイドルフェスティバル』の4周年記念プロジェクト「パーフェクトドリームプロジェクト（PDP）」の一環でスクールアイドル「虹ヶ咲学園スクールアイドル同好会」が生まれ、アプリゲーム『ラブライブ! スクールアイドルフェスティバル ALL STARS』の前哨として展開していたが、同作はあくまでラブライブ!シリーズのオールスター作品であり、ニジガクの単独作品ではなかった。
2017年から2018年にかけては、雑誌ではなくウェブ上のゲームメディア「ファミ通App」「電撃オンライン」、そしてスクフェス公式サイトの3媒体での連載を行っていた。一方で、過去の作品のようなPV付シングルなどは製作されず、アルバムのみ、PVはフルCGの「TOKIMEKI Runners」のみであった。2019年9月、発表から2年余りを経て、『スクスタ』がリリースされた。
その後、2019年12月14日及び15日に開催された1stライブ「ラブライブ！虹ヶ咲学園スクールアイドル同好会 First Live “with You”」にてニジガク単独のテレビアニメ『ラブライブ!虹ヶ咲学園スクールアイドル同好会』の製作が発表され、これを機に同じタイトルで、『スクスタ』を前提とはしない単独展開が始まった。
2020年7月には、テレビアニメ版のスタッフによる、初のアニメーションPV付シングル「無敵級*ビリーバー」をリリース。同年10月よりテレビアニメが放送となった。テレビアニメ版の絵柄のグッズ展開も行われ、そこには非スクールアイドルであり、テレビアニメの主人公であるオリジナルキャラクターの高咲侑も含まれることとなった。
テレビアニメ放送に前後して三船栞子が、2021年夏にはミア・テイラーおよび鐘嵐珠が加入。この3人がテレビアニメに登場したのは2022年放送の2期からとなった。
2022年11月、優木せつ菜役の楠木ともりが持病を理由に降板することが発表され、2023年4月1日から林鼓子が後任を務めている。
2023年6月30日、『スクスタ』がサービス終了し、『スクスタ』の世界のストーリーはラジオ「虹ヶ咲学園放課後放送室」内のラジオドラマのみで展開されることとなるとともに、ゲームサイドの展開のベースは『スクフェス2』が担うこととなった。
2024年3月31日、『スクフェス2』がサービス終了となり、ゲームサイドの展開は2024年1月14日に制作決定が発表されたビジュアルノベルゲーム『トキメキの未来地図』が担うこととなった。
2025年3月23日、2024年6月に開設された『映画 ラブライブ!虹ヶ咲学園スクールアイドル同好会 完結編』公式Xが『ニジガク』公式Xにリニューアルし、今後『ニジガク』に関する映画、ライブ、ゲームなどすべての情報を発信することとなった。

## ストーリー
東京・お台場にある、自由な校風と専攻の多様さで人気の高校「虹ヶ咲学園」。各分野で活躍する人材が集まる中、「スクールアイドル同好会」に所属するメンバーもNo.1スクールアイドルを目指しながら時には仲間となり、時にはライバルとして日々活動している。

## 登場人物
主に基礎設定、複数のメディアで共通する設定を記述する。各メディア固有の設定は別途記述し、「スクスタ」とは『ラブライブ! スクールアイドルフェスティバル ALL STARS』および『ラブライブ! 虹ヶ咲学園スクールアイドル同好会 トキメキの未来地図』を、「スクフェス」とは『ラブライブ! スクールアイドルフェスティバル』を、「電撃版」「ファミ通App版」「スクフェス版」とは『スクスタ』のプロジェクト内で展開した漫画版を指す。特記ない限り、付記された声優は、音声を伴うメディア（スクスタ、テレビアニメ、ボイスドラマ、ゲーム）における担当を指す。
しずく、彼方、エマの3人および東雲学院、藤黄学園、Y.G.国際学園、紫苑女学院の面々は2013年に『スクフェス』の転入生の一人として登場したキャラクターで、本作にも登場することとなったが、別人という設定。

### 虹ヶ咲学園
東京都江東区のお台場にあるかなり広大な高校で、中等部（中学校）も存在する。全校生徒にタブレットを配給している。専攻の多様さのほかに部活動にも力を入れており、いくつかの部活は全国大会に出場するほどの強豪校でもある。
過去の『ラブライブ!シリーズ』作品の舞台となった国立音ノ木坂学院と浦の星女学院では廃校の危機の問題があったが、この学校にはそういった問題はない。
制服は、夏服はスカートの色が黒にブラウスが水色となり、ほかに指定のベストが存在するが主要メンバーは様々な色のカーディガン、ベスト、パーカーを着用しており、冬服は黒色ブレザーの下に白のブラウス、スカートは白にグレーのラインが入ったものを着用している。ネクタイの基調とする色は、1年生が黄色系、2年生が赤系、3年生が緑系となっており、また冬服時と夏服時とではその色の濃さが異なっている。
校舎モデルは「東京国際展示場（東京ビッグサイト）」である。

#### 虹ヶ咲学園スクールアイドル同好会
全メディアに登場。本作の主人公たちが所属する。
虹ヶ咲学園に存在する部活のひとつ。所属するスクールアイドルは全員、個人で活動しており、No.1スクールアイドルという夢を目指して、時にライバルとして、時に仲間として活動している。例外・臨時的にユニットとして活動するときもあり、ボイスドラマ・4コマ漫画・『スクスタ』・テレビアニメでそれぞれユニットを組む話が描かれた。
グループ活動が主であるμ'sやAqoursとは異なり、アイドル活動に必要な作業（衣装制作、作詞作曲、振り付け考案など）において明確な役割分担をしておらず、各々が自分の活動に必要な作業をすべて担当している。ただしメンバーごとに得意・不得意があるため、他のメンバーに意見を求めることはあり、テレビアニメ版では、各々のメンバーを応援する他部の部員やクラスメイト、生徒会も積極的に協力している。
『スクスタ』では主人公である「あなた」がμ'sとAqoursの合同ライブに感銘して同好会を訪れるが、そこにいたのは中須かすみ1人だけであり、5人いた部員がいなくなったために生徒会長である中川菜々に部員が10人集まらなければ廃部を宣告するという所からストーリーが始まる。部長は「あなた」が務めている。「あなた」が音楽科所属であることから、メンバーの持ち歌は基本的に「あなた」が作曲することが多い。本項では物語開始時点で同好会に所属していた5人を便宜上「初期メンバー」と表記する。
テレビアニメでは、せつ菜のソロライブを見てスクールアイドルに興味を持った侑と歩夢が同好会を訪れるが、菜々から同好会が廃部になったことを告げられ、それでも独自に活動を始めるところから始まる。部長が誰であるかは明確に描写されておらず、しばしばかすみが部長と称することがあるが、しずく曰く“自称”であるとのこと。1期では「あなた」＝高咲侑が作曲未経験の素人であり、彼女の楽曲製作の描写のないうちに一部の楽曲が披露されていることから、作曲を誰が行っているかは不明。『スクスタ』と異なり、一度廃部となっているため、廃部した同好会を便宜上「初代」と表記する。
各メンバーの血液型、身長、スリーサイズ、誕生日、ライブカラーは虹ヶ咲学園スクールアイドル同好会#メンバー基本データ一覧の項に記述。
あなた
虹ヶ咲学園スクールアイドル同好会の一員であり、ファン（読者）の代替存在。『スクスタ』のキャッチコピーが「あなたと叶える物語」であるため、便宜上こう呼ばれる。
上原歩夢とは同じマンションの隣室に住む幼馴染同士であり、彼女がスクールアイドル活動を始めるきっかけとなった。それ以外の設定はメディアごとで異なり、メディアによっては名前や性別も不明。
高咲 侑（たかさき ゆう）
声 - 矢野妃菜喜
テレビアニメ版および小説版における「あなた」であり、主人公。一人称は「私」。黒髪のツインテールで、毛先が緑色のグラデーションになっている。歩夢は敬称略、同級生と下級生メンバーを「ちゃん」付け、上級生メンバーを「さん」付けで呼ぶ。
高校2年生。上原歩夢の幼馴染でありスクールアイドルが大好き。「ときめき（ときめく、ときめかない）」で物事を評価するところがある。歩夢によれば笑いに関しては赤ちゃんレベルとのことで、愛のダジャレ連発にはお腹を抱えて笑い転げるほど。また、「あなた」を体現している存在のため、歌唱を担当することはない。
アニメ1期では普通科所属。ときめきのない高校生活を送る中、せつ菜のライブを見てスクールアイドルにときめき、歩夢の誘いでスクールアイドル活動に関わるようになるが、あくまでサポートであり、スクールアイドルになるつもりはない。自分にできることを模索しピアノを練習しており、弾けるようになるまで周囲に秘密にしていたがそのことが原因で歩夢から誤解されてしまい、後の仲違いのきっかけになってしまう。第13話では、前々から企画していた合同ライブ「スクールアイドルフェスティバル（以下「SIF」と表記）」を開催するが、その途中で突然の雨により中断したことで悔しがるも、最終的にはメンバー達と学園の生徒らの助けもあって無事に成功させる。また、今までの出来事を通じて音楽科への転科を考えるようになり、SIF終了後は転科する為の試験を受ける。
アニメ2期では音楽科に編入を果たしているが、小テストで赤点を取ったことをあっけらかんに歩夢に話し、心配されている。ランジュに「自分はやりたいことをやるためにここまで来た。侑はなぜ同好会にいるのか、同好会を離れ夢を追うべきでは？」と問われ、迷わず「やりたいことをやりたいという気持ちなら負けていない、私のやり方で同好会で夢を叶えたい」と答えた。その後も、同好会での活動や学業を通じ、ゆっくりとだが着実に作曲家としての腕前を上げていき、年明けに開催される作曲コンクールに出場を決意するまでになる。
『完結編第1章』では、スクールアイドルグランプリの開催時期が作曲コンクールの〆切とかぶっていたため、都内の自宅でメンバーを見守ることにする。終盤、グランプリ参加について歩夢が悩んでいることを知り、内緒で沖縄県に訪れ、歩夢を励ます。
名前は公募企画によって決められた。詳細は#「あなた」の名前を教えて！ TVアニメ「ラブライブ！虹ヶ咲学園スクールアイドル同好会」What’s “your name”？を参照。
『スクスタ』における「あなた」
ラブライブ! スクールアイドルフェスティバル ALL STARS#虹ヶ咲学園スクールアイドル同好会を参照。
上原 歩夢（うえはら あゆむ）
声 - 大西亜玖璃
高校2年生。一人称は「私」。セミショートヘアの横髪を団子状に編んでおり、左側頭部に花のヘアピンを付ける。私服では耳には蝶リボンの形をしたアクセサリーを付けていることもある。同級生と下級生メンバーを「ちゃん」付け、上級生メンバーを「さん」付けで呼ぶ。
何に対しても真面目に取り組む努力家であり、ファンを喜ばせるための努力は惜しまない。心を落ち着かせる時はゆっくり深呼吸をする。一方で肌を露出することを恥ずかしがり、果林に自身が着るセクシーな衣装を薦められて本気で恥ずかしがり、果林もそんな歩夢を面白がっている。
スクスタ
「あなた」を対面では「あなた」、三人称では「あの子」と呼ぶ。大切な親友である「あなた」から「スクールアイドルをしませんか」と誘われ、スクールアイドル同好会に入部した。何の取り柄もない地味な自分がスクールアイドルをしているのは「あなた」のためであると歩夢自身も思っていたが、「あなた」との喧嘩をきっかけにアイドル活動から一時離れたことにより、自身の想いとしてスクールアイドル活動が好きであることに気づく。またキズナエピソードでは、自分を卑下するような発言が多かったが、ファンの気持ちを素直に受け止め、前向きに自分の魅力を捉えるようになった。
にじよん
「コツコツ系スクールアイドル」という肩書。後に「まごころ系」に変わる。
ファミ通版
主人公。かなり砕けた性格をしており、かすみにも負けず劣らずの腹黒い一面も見られる。普段は真面目だが、スイッチが入ると突拍子もないボケを連発する癖があり、他の二人からツッコまれている。自己紹介で失敗した時にとっさに小島よしおのモノマネをしたことがある。しかしこれらの所業は悪霊が憑依していたことで行っていたようであり、通りすがりの巫女さんに除霊してもらった後は過度な行動はほとんどしなくなった。サスケというヘビを飼っており、サスケはぬいぐるみとしてグッズ化された他、アニメやMVにも登場している。また、政府から火星への有人飛行のメンバーに抜擢され、火星に向かうことになった。このエピソードが非常に強い印象を残したためか、歩夢のコールアンドレスポンスは宇宙から帰還する内容となっている。
アニメ
侑を「侑ちゃん」と呼ぶ。普通科に所属。ピンクやフリルなどが好きだが、そういうものを使う年齢ではないと使用を避けていた。だが侑がスクールアイドルを好きになったことをきっかけに、その気持ちを彼女に打ち明け、スクールアイドル活動を始める。1話で侑から「あゆぴょん」とふざけて呼ばれ、2話でかすみから「アイドルらしい自己紹介」として「あゆぴょん」と名乗ることを強要されたことから、そう呼ばれることがトラウマとなり、4話にて愛から「あゆぴょん」に呼ばれると「『ぴょん』はやめて」と怯えて耳を塞いでしまった。第11話では侑が知らないうちにピアノを始めていたことやそれをせつ菜だけが知っていたという事実を誤解。10話での侑とせつ菜のやりとりを目にしていたこともあり不安と嫉妬心に駆られ、一時は侑の前で声を荒げながら自らの本音を打ち明ける。
12話でも、自分の元から離れてしまうかもしれないという不安から侑との対話を拒絶し続ける。後にせつ菜に対して、自分を応援してくれるファンが出来たことで大好きな人が侑だけでは無くなり、それがきっかけで自分も侑から離れてしまっているのではという不安を吐露する。その際に彼女から好きを我慢せず貫くのみだと後押しされ、侑と互いの気持ちを伝え合うことで和解した。
『完結編第1章』ではメインキャラクターの一人として登場。スクールアイドルグランプリに参加するために他の5人とともに沖縄県に訪れる。競い合うことに興味はなく、ただいろんな人に自分を知ってもらうためという理由で参加するが、かすみやランジュの姿勢、ファンからの応援の言葉で、このままグランプリに参加してよいか自信を失ってしまう。だが、東京から急遽応援に来た侑のアドバイスで心を持ち直し、またランジュが自分と本気でぶつかりたがっていることを知り、改めてグランプリへの参加意欲を取り戻す。
中須 かすみ（なかす かすみ）
声 - 相良茉優
高校1年生。普通科に所属。一人称は「かすみ」または「かすみん」。セミショートヘアに、星形のヘアピンをつけている。「かすかす」「かす子」と呼ばれることがあるが、それらは自身では可愛くないと思っているために嫌がり、「かすみん」と訂正している。一方で、同級生メンバーを名前の最初2文字に「子」を付けたあだ名で呼び（しずくは『しず子』、璃奈は『りな子』、栞子は『しお子』）、上級生メンバーを「先輩」付けで呼んでいる。
スクールアイドルへの想いは人一倍強く、世界で一番自分が可愛いと思っている。その想いが強すぎるゆえに他のメンバーにイタズラをしかける腹黒い一面があるが、大抵失敗している。コッペパンを作るのが得意であり日課。勉強は苦手で、各メディアでその描写が見られる。
スクスタ
「あなた」を「先輩」と呼ぶ。また、μ'sやAqoursの一年生メンバーも『◯◯子』と呼んでいる（真姫を『まき子』、凛を『りん子』、花陽を『はな子』、花丸を『まる子』、ルビィを『ルビ子』、善子を『ヨハ子』）。また、敵対する相手に対してはフルネームで呼び捨てにする。
同好会の初期メンバーの一人で、諸事情で他のメンバーが来なくなってしまったため、廃部の危機からたった一人で部室を守っていた。
誰よりも「かわいい」を追求しており、これに関しては負けず嫌いで誰にも譲りたくないとしている。歩夢や愛のファンクラブが作られたことを期に自らも「マジカル☆かすみんキャッスル」を結成。愛の提案でファンのことを「キャス民」と呼んでいる。結成当初は思うように会員数が伸びなかったが、ファンに向けた「ワンダーランド」の披露やコッペパンを交えた交流、そしてこれまで自身が明かさなかった素顔という一面を新曲「Margaret」と共にさらけ出すことで、ついにファンクラブ入会数が増え始めた。
2ndシーズンではスクールアイドル部のランジュによって同好会の活動を制限されたうえ、果林、愛、栞子が立て続けにスクールアイドル部へ移籍してしまったことで彼女たちを「裏切り者」として敬遠するようになる。次いで、しずくまでもがスクールアイドル部へ移籍してしまい仲に亀裂が生じるが同好会のゲリラライブに感銘した彼女が再び同好会に戻ったことで修復される。ランジュに対しても、当初は敵視していたが、彼女が同好会に入部してからは「ランジュ先輩」と呼び方を改め、素直に自分を「可愛い」と褒めてくれるため、嬉しく思っている。
にじよん
「腹黒系スクールアイドル」という肩書だったが後に「小悪魔系」となった。イタズラが特に好きだが、殆どの場合は自分に返ってきたり困惑する展開になる、逆に相手に喜ばれるなどの結果で終わる。
電撃版
主人公。ことあるごとに怪文書を送ったり、コッペパンを仕込んだりといたずらを仕掛けようするが、大抵は失敗して自らにバチが当たることが多い。
アニメ
『スクスタ』と違い、制服着用時に髪飾りをつけておらず、13話でしずくからプレゼントされる。（ただし、練習着着用時の三角形のヘアピンは『スクスタ』と共通）。
侑を「侑先輩」と呼ぶ。初代同好会メンバーの一人。せつ菜、しずく、彼方、エマと同好会を結成するが、「大好き」「情熱」を優先するせつ菜と衝突、なし崩しで活動休止になってしまったうちに、同好会が廃部になってしまう。それを生徒会の横暴と考え、自分一人で同好会を存続させようとしたところに侑・歩夢と出会う。アイドル活動を始めたばかりの歩夢に先輩アイドルとして指導するが、意図せずにせつ菜と同じようなことを言っていることに気づき、思い悩む。それを侑に打ち明けたところ、「目指す方向性が同じでなくてもいい」と言われ、他者に自分のやり方を強いるのではなく、自分が自分のやりたいことをやればいいと思い直す。
『完結編第1章』ではメインキャラクターの一人として登場。スクールアイドルグランプリに参加するために他の5人とともに沖縄県に訪れる。グランプリで上位に行くためにステージだけでなくトークの配信も積極的に行うが、なかなか順位が上がらないことにやきもきする。その原因が、グランプリのスポンサーであるランジュの母親による不正であると考えて彼女を問い詰めるが、そんなことはなく、順位の不振もたまたまであった。そこから、ランジュの母親とランジュの仲を取り持ったり、グランプリ参加者の要望である特設ステージの建設に助力するなど裏方として尽力するが、そちらに集中し過ぎてステージパフォーマンスを忘れてしまっていた。
桜坂 しずく（おうさか しずく）
声 - 前田佳織里
高校1年生。国際交流学科に所属。一人称は「私」。鎌倉にある自宅から毎日学園に通っている。後ろでまとめたロングヘアに赤いリボンを付けており、練習着では黄色いリボンをつけている。メンバーを「さん」付けで呼んでいる。
虹ヶ咲学園に編入してきたばかりで演劇部と掛け持ち。演劇部の先輩からの誘いもあって、芝居の稽古になればいいとスクールアイドル同好会に入部した。演劇への情熱は強く、一度語りだすと止まらなくなる。愛犬「オフィーリア」（声 - 麦穂あんな）の話になると饒舌になる親バカぶりを見せている。運動神経はあるが、球技は苦手としている。
スクフェス
青藍高校から音ノ木坂学院に転入した転入生の一人。
スクフェス版
主人公。自由な行動が多い彼方とエマに対するツッコミ役。
青藍高校から虹ヶ咲学園に転入。入学間もなく学校を変えていることがネタにされている。
にじよん
「後輩系スクールアイドル」という肩書。後に「演技派系」に変わる。
スクスタ
「あなた」を「先輩」と呼ぶ。同好会の初期メンバーの一人。演劇部での活動が忙しくなったため、同好会に顔を出すことができず、そのため同好会をやめたと誤解された。
2ndシーズン20章ではスクールアイドル部のランジュによって同好会の活動を制限され、音ノ木坂学園を使った同好会と部の合同練習をきっかけに自身の成長のために部への移籍を考えるようになり、同好会のゲリラライブ後メンバーに部への移籍を宣言、これにより一部の同好会メンバーから反感を買う。21章ではランジュによってソロライブをする権利とそのための曲をもらい観客からも高く評価され自身の成長を実感するが、かすみからは「本当のしず子じゃない。」と言われたことで2人との仲に亀裂が生じてしまう。しかし同好会のゲリラライブに感化されかすみの真意に気付いたことで再び同好会に戻る。
アニメ
侑を「侑先輩」と呼ぶ。初代同好会メンバーの一人。同好会が廃部になってしまったことに戸惑いを感じながらも、演劇部の活動もあり、復活には寄与できなかったが、復活後は再入部し、スクールアイドルを続ける。演劇経験から、同好会では発声のコーチを務めることがある。
第8話では、藤黄学園との合同演劇イベントで主演に抜擢されるも、演劇部長から「素の自分をさらけ出してほしい」と言われ、降板させられる。幼少時の経験から本性を隠し、常に演技して他人に接してきたことから思い悩むが、かすみの励ましで持ち直し、見事再オーディションに合格し、演じきる。以降は、本性を曝け出してメンバーと接すようになった。
『完結編第1章』ではメインキャラクターの一人として登場。スクールアイドルグランプリに参加するために他の5人とともに沖縄県に訪れる。これまでの活動を通じて攻めの姿勢を身に着け、グランプリ開幕と同時にライブ配信を行ない、先陣を切る。しかしスクールアイドル同士がソロで競い合うというグランプリの現実に、仲間たちが離れ離れになってしまうのではないかという不安を感じ始める。が、エマのライブ配信を見て、どんな場所や状況であっても自分たちらしくあればいいと気づかされ、改めてグランプリへの参加意欲を高める。
朝香 果林（あさか かりん）
声 - 久保田未夢
高校3年生。ライフデザイン学科に所属し、デザイン関連を専攻している。地方出身で、学園の寮に住んでいる。一人称は「私」。高校生離れした抜群のルックスとプロポーションの持ち主で、胸元にはオリオン座の三連星に似た3つのホクロがある。同級生メンバーと2年生メンバーを敬称略、1年生メンバーを「ちゃん」付けで呼んでいる。
性格も情熱的で大人びており、セクシーかつ色香を匂わせる言動で他のメンバーを戸惑わせることもある。一方で、可愛い物好き、負けず嫌い、勉強が苦手、方向音痴といった一面もある。
将来はモデルになることを目指しており、現在も雑誌の読者モデルもしているため美容やストレッチなどの知識もあり、他のスクールアイドルに指南することもある。洋服のコーディネートが得意で、他のメンバーの衣装デザインを手伝うこともある。
スクスタ
「あなた」を対面では「キミ」、三人称では「あの子」と呼ぶ。島寿司が名産で「うんまきゃ」という方言のある場所から、中学の頃に都会へ出てきた。 「あなた」に誘われ、セクシーな衣装を自由に着ることを条件に同好会に入った。過去に読者モデルの活動において、熱が入り過ぎてトラブルとなったため、アイドル活動においてもSNSやファンクラブというものを敬遠していたが、「あなた」の説得で改めて開始し、成功する。メインストーリーにて絵里と対決したことから、彼女をライバル視している節がある他、同好会メンバーでは最もクオリティの高いせつ菜に対してもライバル意識を持っている。
2ndシーズン20章ではスクールアイドル部のランジュによって同好会の活動を制限され、パフォーマンスや設備の良さからさらなる高みを目指すことを目的にスクールアイドル部に移籍してしまう。これにより一部の同好会メンバーから反感を買い、特にエマからは会話を拒まれるほどになってしまった。愛が主催した校内ライブバトルでの敗北をきっかけにスランプに陥り、さすがに心配したエマにもきつい言葉を浴びせてしまうが、彼方のとりなしで仲直りする。その後、部の解散をきっかけに同好会へ戻る。
にじよん
「セクシーお姉さん系スクールアイドル」という肩書。後に「セクシー系」に変わる。下級生二人のまとめ役というポジション。
アニメ
『スクスタ』における色香を匂わせる言動や先輩らしい面倒見の良い振る舞いはなく、物静かでクールかつ、他者に対して冷酷とも取れる発言をしつつも本心は相手のことを思っているというキャタクターに変更されている。
侑を「侑」と呼ぶ。エマの転入当初からの友人として、廃部となったスクールアイドル同好会の復活に協力しその中でスクールアイドルに興味を持つも、入部に関しては雑誌モデルの仕事や自身のキャラのイメージを理由に断っている。そんな心情を悟ったエマの説得によりスクールアイドル同好会へ入部した。9話では、自身を含めたニジガクメンバーが遥と姫乃に音楽フェスイベント「ダイバーフェス」に招かれるも、時間の都合上一人しか出演できないことからメンバーが互いに遠慮し合っていることを指摘。その意見で思い直したメンバーたちとの合議の結果、自身が代表として出演することになるが、バックステージで緊張してしまい自身の様子を自嘲する。しかし「ライバルだが、同時に励まし合える仲間である」というニジガクメンバーの声かけにより緊張を払拭し、ステージを成功させた。
2期においては、幼馴染の美里との関係に悩みスクールアイドルをやめると言い出した愛を煽り、その意思を撤回させる。そして逆に愛から、今のように互いに高め合い競い合うユニット「DiverDiva」の結成を持ちかけられて承諾する。終盤では、いち早く卒業してしまう現実に寂しさを感じたことを彼方とエマに吐露。2人からの励ましを受け、ニジガク単独の1stライブの開催をメンバーに提案する。
宮下 愛（みやした あい）
声 - 村上奈津実
高校2年生。一人称は「アタシ」または「愛さん」。メンバーに対し、歩夢、果林、しずくは敬称略で、果林を呼ぶ時の表記が「カリン」となる、せつ菜を「せっつー」、彼方を「カナちゃん」、エマを「エマっち」、かすみを「かすみん」、璃奈を「りなりー」、栞子を「しおってぃー」と呼んでおり、特に璃奈とは親しい関係にある。
セミショートヘアの髪に短めのポニーテール、後頭部は編み込みの様に見える横三つ編み、向かって左の側頭部に白い花の髪飾りをつけ、制服のリボンの首元を緩めに結ぶ、派手な私服とギャル系を思わせる見た目とは裏腹に、人情味にあふれた面倒見のいい性格の持ち主で、コミュニケーション能力も高く、勉学の成績もよく運動もこなす。おばあちゃん子であり、その影響もあってぬか漬けが好物。ダジャレが得意であり、ことあるごとに「ダジャレ100連発」をしようとする。スクスタとアニメでは、実家は門前仲町でもんじゃ焼き屋「もんじゃ みやした」を営む。
スクスタ
「あなた」を対面では「キミ」や「ぶちょー」、三人称では「あの子」と呼ぶ。実家では自身も従業員として手伝うこともある。おばあちゃん譲りの和食派で料理もでき、近所の「川本美里」という病弱な女性を小さい頃から姉のように慕っており、彼女を励ますためにダジャレを身に付けた。バレンタインデーとは縁がなくホワイトデーにプレゼントをもらったことがない、雷が苦手でおへそを隠すなど意外な面も併せ持つ。
様々なことを「楽しむ」ために決まった部へ所属することは控えていたが、歩夢の勧誘と「あなた」の強い説得で、スクールアイドルの楽しさを自ら見出していくこととなり、初ソロライブをきっかけにさらなる楽しみを求めていく。その中で姉・美里や「あなた」のサポートなどもあって、ファンクラブ「愛トモ」が誕生しファンのために「友&愛」を作曲してライブを開催。美里が通う病院にも馴染んでいたことから患者を元気づけるため新曲「楽しいの天才」を病院で披露し、自身の目指すスクールアイドル像は「みんなを元気にしてあげること」であると確信した。
璃奈のために璃奈ちゃんボードのアイデアを考え出すなど彼女の助けも行う。
20章ではスクールアイドル部のランジュによって同好会の活動を制限されてしまい、練習時間と場所を確保するため果林と共にスクールアイドル部へ移籍してしまう。これにより一部の同好会メンバーから反感を買う。自身が主催した校内ライブバトルでの敗北をきっかけに同好会との関係は修復される。その後、部の解散をきっかけに同好会へ戻る。
実家のもんじゃ焼き店のモデルとなった老舗もんじゃ焼き店「三久」は、ファンの活動で後発的に公式が聖地と認定している。
にじよん
「ガチギャル系スクールアイドル」という肩書だったが後に「スマイル系」となった。3人の中では比較的常識人であり、歩夢のボケに対してツッコミを入れている。こちらでも雷は苦手。
アニメ
『スクスタ』と異なり、三つ編みや髪飾りがなく、ポニーテールの位置が高い。
情報処理学科に所属。侑を「ゆうゆ」と呼ぶ。元々スクールアイドルに興味は無かったが、第3話終盤のせつ菜のライブを観ていた人々の観戦に触発されその後すぐに璃奈と共にスクールアイドル同好会に入部。復活したばかりのスクールアイドル同好会が引き続き抱えていた方向性の問題について自身が「楽しさ」を求めたいと発したことから他の部員も納得。部員各々の趣向がバラバラであることからも入部時点で見抜いており、ソロライブという選択肢について初代同好会メンバーが悩む中で、自らもソロを行うにあたりこれまでに経験のない自分一人だけの正解について悩むが、エマとの会話を介し「自分も誰かも楽しめること」という答えに行きつく。その後、レインボー公園にて歌唱、公園にいた子供や親たちの歓声を受けながら、メンバーのソロライブへの不安を断ち切った。また、璃奈がライブの練習をする中で率先して彼女のサポートをしている。
多くの体育会系部活動で助っ人をしていることから「部室棟のヒーロー」として有名な他、学校で孤立していた璃奈に話しかけ瞬時に関係を築いて以降は親交が深い。
近江 彼方（このえ かなた）
声 - 鬼頭明里
高校3年生。ライフデザイン学科に所属、専攻内容は主に料理。一人称は「彼方ちゃん」。メンバーを「ちゃん」付けで呼んでいる。制服のリボンの首元を緩めに結び、さらにリボンの下の部分の左右の長さが違い、模様のある向かって右側のリボンが長い。
遥（はるか）という妹がおり、妹に褒められるためにスクールアイドル同好会に入部した。常に眠そうにしており、保健委員だからという理由で、場所を問わず寝てしまうことが多く、枕を携行していることが多い。
スクフェス
妹の遥とともに、東雲学院から音ノ木坂学院に転入した転入生の一人。
スクフェス版
いつでもどこでも布団にくるまっている。
東雲学院から虹ヶ咲学園に転入。東雲に通う妹が大好き、かつ高校3年生であるのに学校を変えていることがネタにされている。
スクスタ
「あなた」を対面では「あなた」、三人称では「あの子」と呼ぶ。特待生であり、これによる学費免除で家計に貢献している。学校では寝ていることが多いが、帰宅すると特待生を維持するため勉強に励んでいる。家庭でも料理をしており、東雲学院に通う遥に毎日弁当を持たせているが、自立を決意した遥に、ある日を境に弁当を断られてしまいショックに陥ったことも。
にじよん
「甘えん坊お姉さん系スクールアイドル」という肩書。後に「マイペース系」に変わる。1年生のしずくに世話をされることがあり、彼女の愛犬である「オフィーリア」に間違われたことも。こちらでも居眠りすることが多いが、一方で生徒会の仕事に追われ疲労が貯まっている栞子を逆に膝枕で寝かせて、その間、さりげなく代わりに仕事をこなす器用なお姉さんな面も見せる。
アニメ
眠そうにしている理由が『スクスタ』の設定に加え家計を助ける理由でアルバイトも掛け持ちしているという設定が追加された。身体が硬い方で長座体前屈ではほとんど倒すことができずにいた。
侑を「侑ちゃん」と呼ぶ。初代同好会のメンバーの一人。同好会が廃部になってしまったことに戸惑いを感じながらも、復活には寄与できなかったが、復活後は再入部し、スクールアイドルを続ける。第7話では、自身を心配した妹の遥がスクールアイドルを辞めると言い出したことに反発し、結果すれ違いが生じて口論となるが、侑の助言により自らの考えと想いを遥に打ち明け、遥と和解すると共にスクールアイドルを継続する決心をさせた。
『完結編第1章』ではメインキャラクターの一人として登場。スクールアイドルグランプリに参加するために他の5人とともに沖縄県に訪れる。これまでの活動を通して、家族とも本音で話せるようになり、もっと自分の意志を貫く「わがままさん」であろうとする。スクールアイドル同士がソロで競い合うというグランプリの現実にしずくが悩んだときは、その心に寄り添った。また、たとえ競い合っても仲間だとわかるよう、他の5人にお揃いのアクセサリーをプレゼントする。
優木 せつ菜（ゆうき せつな）
声 - 楠木ともり（初代）→林鼓子（二代目）
高校2年生。普通科に所属。一人称は「私」。メンバーを「さん」付けで呼び、相手の年齢にかかわらず丁寧語で話す。
他校からも期待のスクールアイドルとして注目されており、あまりの多忙ゆえに「校内で彼女を目撃したものはいない」と噂されている。また、制服姿の全員集合イラストでも彼女だけ常にステージ衣装を着ているなど、謎の多い人物。アニメやゲームなどのサブカルチャーが好きな反面、家庭的な方面への能力が低く、料理は作る気はあるが壊滅的に下手であり、実際に食べた歩夢が意識を失うほどで、他のメンバーは無かったことにするかのように誤魔化している。 
スクスタ
「あなた」を対面では「あなた」、三人称では「あの子」と呼ぶ。その正体は、虹ヶ咲学園の生徒会長・中川 菜々（なかがわ なな）で、「優木 せつ菜」はスクールアイドル活動をするための芸名。学校内では「生徒会長モード」と「スクールアイドルモード」を切り替えており、「生徒会長モード」時はメガネをかけて髪の毛を三つ編みの姿、「スクールアイドルモード」時はコンタクトレンズを使って長い髪を下ろしており、同好会メンバーもせつ菜と生徒会長が同一人物であることに気付いていなかった。同好会の初期メンバー5人のうちの1人で、彼女の強い思いから部内の雰囲気に軋轢が生じ、それに耐えられなくなったせつ菜が同好会を去ってしまったことで、廃部寸前に陥る原因となってしまった。その後、歩夢の親友の強い思いに感銘を受けて生徒会長として同好会の再建を託し、それが果たされると自ら正体を明かし、9人目のメンバーとして再び同好会に加入した。後に栞子による生徒会長リコールを受けて辞任する。栞子が同好会に加入して以後は、元会長として栞子にアドバイスすることもあった。
にじよん
「????系スクールアイドル」という肩書。後に「本気系」に変わる。一点の曇りもない素直な性格で、二人を大切な親友だと思っている。かすみのいたずらにも素直に付き合っているが、内容によってはツッコミを入れることもある。
アニメ
侑を「侑さん」と呼ぶ。こちらのメディアでも、正体は生徒会長の中川菜々で、自身が第2期第6話で自ら明かすまでは知っていたのは同好会のメンバーのみであった。かつてはかすみ、しずく、彼方、エマとともに同好会を作るが、全国大会「ラブライブ!」に向けて「大好き」を伝えることを優先するあまり、「可愛い」を信条とするかすみと衝突し、自身の「大好き」がメンバーの「大好き」を否定してしまっていることに気づき、グループお披露目ライブに一人でパフォーマンスしたあと、退部した。その後、生徒会長・中川菜々として同好会を廃部扱いにするが、果林によって菜々＝せつ菜だと看破される。侑・歩夢の入部により同好会が再出発するも、自らが加われば再び衝突を招いてしまうと関わらないつもりでいたが、侑の説得で再入部し、同好会所属の形で活動する。後に行われた各校合同文化祭＆第2回SIF開催の際、開会の挨拶で自分が優木せつ菜であることを公表した。
エマ・ヴェルデ (Emma Verde)
声 - 指出毬亜
高校3年生。国際交流学科に所属。学園の寮に住んでいる。一人称は「私」。メンバーを「ちゃん」付けで呼んでいる。
スイスからの留学生であり、「チャオ」や「ボーノ」など日本人にとってはイタリア語として馴染み深いフレーズ交じりの日本語を話す。転校生でもあるが、いつのタイミングで虹ヶ咲学園に転入したかは、どのメディアでも語られていない。幼少期をスイスの大自然に囲まれて育ったこともあり、山や森といった自然のものを愛している。趣味も温泉、森林浴、川遊びと、自然と戯れることが大好きで、特に地元にいるヤギのネーヴェを溺愛する。好物はパンの耳。スイスで弟や妹の世話をしていたことから、メンバーを優しく褒める、同じく寮に住んでいる果林を朝起こしたり部屋の片付けをするなど、世話焼きで母親的な一面があり、メンバーから「エママ」と呼ばれることがある。
スクフェス
Y.G.国際学院から音ノ木坂学院に転入した転入生の一人。登場当初の名前は「エマ」のみだったが、担当声優発表時にフルネームが公開され、それ以降はスクフェス内のカードもフルネームでの表記に変更された。
スクフェス版
Y.G.国際学院から虹ヶ咲学園に転入。元々スイスから来たという設定も相まって、高校生活のうちに何度も学校を変えていることがネタにされている。
スクスタ
「あなた」を対面では「あなた」、三人称では「あの子」と呼ぶ。初期メンバー5人のうちの1人で、スイスに一時帰国していたため、同好会をやめたと誤解された。元々、スイスにいた頃にスクールアイドルの動画を見て、自身もスクールアイドルになりたいと思い、日本へ来た。キズナエピソードでは、憧れのスクールアイドルの後輩である夏川マイから、彼女が先輩から受け継いだ（エマ自身がスイスにいた頃に聞いた）曲「哀温ノ詩」を持ち歌として使うことを認められる。2ndシーズンでは、自分と違うスタンスのスクールアイドル部が自分たちの活動を妨害し、果林も部に入ってしまったことから、普段の優しい性格からは考えられない冷たい態度を取ることもあったが、彼方のとりなしで果林と仲直りし、ランジュへも理解を示すようになった。
にじよん
「純粋系スクールアイドル」という肩書。後に「癒やし系」に変わる。日本語に疎く、ネット用語の変な言葉を覚える、せつ菜からは漫画やアニメのセリフ、愛からはダジャレ混じりの妙な日本語を教わる。自身もダジャレを言うことはできる。メンバーを膝枕で寝かせることが多い。また、寮に住む他のメンバーの世話を見ており（主に果林・ミア）、ミアに対しては作曲に熱中あるいは疲れて居眠りしているタイミングで作業しているため、ミアにエマが手伝っていることを認知されておらず、ミアが他メンバーと相談した結果、「スクールアイドルの神様」によるものと結論づけられてしまった。
アニメ
『スクスタ』を含めた他のメディアでは鼻のあたりにあるそばかすが、アニメでは頬あたりにある。
侑を「侑ちゃん」と呼ぶ。初代同好会のメンバーの一人。同好会が廃部になってしまったことに戸惑いを感じ、転入時からの親友である果林に相談し、同好会復活のきっかけの一つを作る。復活後は、変わらず部員として入部する。第5話では、同好会のサポートをしてくれる果林を幾度も同好会に勧誘するが断られてしまう。それでも彼女がスクールアイドルに興味を持っていることに気づくと、どんな果林も笑顔でいれば良いと説得し、彼女の前で歌唱をすることで同好会への入部を後押しした。また他にも愛や彼方にもアドバイスを送ることで悩みを払拭させるきっかけを与えている。
『完結編第1章』ではメインキャラクターの一人として登場。スクールアイドルグランプリに参加するために他の5人とともに沖縄県に訪れる。現地にて出会った天を小糸と仲直りさせるため、天と一緒にライブ配信を行い、2人の関係を修復する。また、ランジュが母親関係のトラブルでグランプリを辞退しようとした際は、彼女を引き留め、一緒に天の実家である民宿で泊まった。
天王寺 璃奈（てんのうじ りな）
声 - 田中ちえ美
高校1年生。情報処理学科に所属。一人称は「私」。中等部から進学してきた。オリジナルのアプリを作るなど、機械やITに強い。同級生メンバーを「ちゃん」付け、上級生メンバーを「さん」付けで呼んでいる。
感情を表情に出すのを苦手としており、愛と一緒に作った「璃奈ちゃんボード」と呼ばれるボードで常に顔を隠し、様々な表情が描かれたボードを切り替えることでコミュニケーションを行っている。このため、ポケットには常にボードに表情を描くためのペン（髪の色と同じ色のもの）を入れている。また、ライブ時は電光モニターが付いたヘッドセット「オートエモーションコンバート璃奈ちゃんボード」を着用している。その素顔は一切不明だが、いつかは素顔を見せてコミュニケーションをしたいと思っている。
にじよん
「顔出しNG系スクールアイドル」という肩書。後に「キュート系」に変わる。歩夢と仲が良く、ことあるごとに意気投合している。顔出しNGのインパクトが強いためか、他のメンバーに「璃奈ちゃんボード」を使われてモノマネされたことがある。
スクスタ
「あなた」と出会った時点で、既に「璃奈ちゃんボード」を使用している。
「あなた」を対面では「あなた」、三人称では「あの子」と呼ぶ。愛と関わることが多く、璃奈ちゃんボードも愛が考案したもので、昼食を一緒にとることも多い。その一方で両親は共働きで璃奈と接することがほとんどなく、家庭内での寂しさから感情を表に出すことができなくなってしまった。
様々な機能を持つ最新式ネコ型ロボット「アラン」を所有している他、機械に強く様々な道具・アプリを作れたり修理することができる。
アニメ
1話の物語開始時点では璃奈ちゃんボードが無いため6話まで常に素顔で行動している。
また常に顔を隠している『スクスタ』と違い、璃奈ちゃんボードを使い始めた後もほとんど顔を出しており必要に応じてボードを使用している。なお、他のメディアではスケッチブック製のボードを使用し始めてから電光モニター製のそれを開発したが、アニメでは逆になっている。
侑を「侑さん」と呼ぶ。幼い頃から素顔では感情を表すことを苦手としている。それゆえにクラスメイトとうまく接することができなかった中で、初めて出会った愛が隔たりなく自身に対して親密に接してくれたことで、一緒に遊びにいくような関係となった。家はマンション。学園内で愛と共に猫の「はんぺん」の世話をしている。せつ菜のソロライブを観た愛がスクールアイドルを始めてみたいと発言したことを受け、自身もスクールアイドルの道へ踏み込むことを決意し、愛と共に同好会に入部する。自分のライブをしたいと思い同好会の仲間と共に練習を重ねていくが、自分の感情を顔に出せないことを自覚すると登校を拒否し自宅に籠ってしまう。しかし、自身をよく知る愛や同好会の仲間が欠点を肯定してくれたことで立ち直り、ライブは成功を収めた。
パソコン関係に強く、同好会ではPVや宣伝映像の加工を引き受けている。身体はかなり硬めだったが、愛の助言を機に徐々に柔らかくなった。
三船 栞子（みふね しおりこ）
声 - 小泉萌香
高校1年生。一人称は「私」。ランジュを敬称略で、他は年齢に関わらず「○○さん」（入部前は苗字、入部後は下の名前）と呼ぶ。
名家・三船家の次女で、成績優秀で自他ともに認める優等生。愛想が無いように見えるが、根は真面目で生徒や学園のことを本気で考えているため、憎めない性格。厳しい家庭で育ったことから、遊びを知らず、ジョークも真に受けてしまうこともあり、同好会メンバーからは可愛がられている。他人の役に立つことが好きで、休日はボランティア活動に精を出している。
上歯列の八重歯が特徴的で、制服姿の時は、髪の毛の左側を白いリボンで止めている。
2020年7月31日公開の『スクスタ』メインストーリー17章で同好会に入部、同8月3日に『スクスタ』プレーヤー以外に向けても公表され、8月5日より『スクスタ』プレイアブルキャラクターとして実装された。他の媒体においても、同時期から虹ヶ咲学園スクールアイドル同好会の一員として登場。テレビアニメには第2期から登場。
スクスタ
メインストーリー7章から登場。
「あなた」に対しては、対面では「あなた」、三人称では「あの方」と呼ぶ。
姉・薫子がスクールアイドル活動に熱中するあまり実家を追い出された過去から「適性から外れた生き方は不幸」という考えを持つに至った、かなりの適性・実力主義者であり、年功序列や趣味嗜好で活動している学内の部活動に不満を抱いていた。そして学園と交渉し、中川菜々を生徒会長から解任させ、「スクールアイドル同好会を含む実績のない部活動の廃部」を公約に掲げ、生徒会長選挙に立候補、大差で生徒会長に就任する。しかし適性を重視するあまり、生徒の意志を無視した転部を実行するなど強引なやり方が災いし支持率が低下。生徒会運営に行き詰まっていたところ、「あなた」が生徒会と他部の間を仲介する交換条件として、同好会の練習に参加させられるなど、不可能とも思われたSIFを成功させるべく活動している同好会との触れ合いを経て考え方を改める。そして、フェスティバル開催中、姉・薫子や同好会から一緒にステージに立とうと誘われ、一時は断るが、更なる説得を受け、同好会・μ's・Aqoursと共にフェスティバルのアンコールステージでパフォーマンスし、その後に正式に10人目の同好会所属スクールアイドルとなった。2ndシーズンでは、部を作った幼馴染のランジュと同好会の間で板挟みになり、様々な問題に直面したが、最後には部の解散をきっかけに同好会へ戻ることができた。
にじよん
第4シーズン#1より登場し、序盤は、1話毎に栞子と他メンバーひとりずつとのふれあいが順次描かれた。以降は、歩夢と一緒に行動している（登場する）ことが多い。また、真面目さ故にツッコミ役になるが、空回りして気づいたらボケ側にいることもあり、その場合は他のメンバーから温かい目で見守られている。
アニメ
第2期第1話より登場。侑を「侑さん」と呼ぶ。
スクスタ版と異なり、オープンキャンパスの実行委員として登場、また生徒会長である菜々に対して最初からスクールアイドルを肯定するような発言をしているが、7話において姉である薫子から栞子もステージに立つものだと思っていたという発言に対し、「私の適性は、皆を応援し、サポートする事」と評し、それは子供の頃の夢であるとスクールアイドルになること自体は否定している。その理由は、ラブライブ!優勝を目指していた薫子が夢破れ傷ついたところを見て、適性に沿って生きた方が幸せであり、自身にはスクールアイドルの適性がないと思っていたからというものだった。しかし、同好会のメンバー達による再度の説得や、薫子から「スクールアイドルをしたことを後悔していない」と言われ、自分の考えが誤解であること、姉のようにスクールアイドルをやりたい想いがあることに気づき、ステージに立って曲を披露する。そして、フェスが終わった後に同好会に入部した。最終回では、せつ菜から次期生徒会長になることを勧められる。
OVA『NEXT SKY』では準主役のような扱いであり、短期留学生のアイラの悩みにいち早く気付き、彼女を励ます。クライマックスで披露された新曲「Go Our Way!」ではセンターを務めた。
ミア・テイラー（Mia Taylor）
声 - 内田秀
14歳。高校3年生。一人称は「ボク」。「あなた」および侑を『ベイビーちゃん』、他のメンバーを敬称略で呼んでいる。加えてかすみに対しては、からかうときに『子犬ちゃん』と呼んでおり、かすみは「かすかす」呼びされた時と同じレベルで反発する。
アメリカ・ニューヨークからの留学生で、英語交じりの日本語を話す。本国では飛び級で大学に通っていた。
世界的に有名な作曲家一家・テイラー家の次女で、彼女自身が作曲した曲が世界ランキングに何曲も入っているほどの実力者。「退屈」が口癖の厭世家で、プロの世界で活動してきたことから年齢に似合わず大人びた発言をすることもある。一方で、年相応に負けず嫌いなところや、アメリカ人らしく野球とハンバーガーにこだわりを持っている。
2021年7月31日公開の『スクスタ』メインストーリー29章で同好会に入部し、同年8月31日に『スクスタ』プレーヤー以外に向けても公表され、9月3日より『スクスタ』プレイアブルキャラクターとして実装された。テレビアニメには第2期から登場。
スクスタ
メインストーリー19章から登場。
スクールアイドル活動を始めたランジュの頼みで、虹ヶ咲学園に転入した、スクールアイドル部をサポートするプロフェッショナルの一人。学園への転入もランジュの強引な誘いのせいであり、ミア本人は学園や学生生活、スクールアイドルに何の興味もなかったが、同好会の活動を見る中で、自分自身が歌いたいという思いが芽生え、璃奈の取り成しで「I'm Still...」を同好会のオンラインゲリラライブで披露する。メンバーの中では、初めて弱音を吐いた璃奈へ特に好意を持っており、彼女とお揃いのものを買ったり、行動をしたがる。また、歌手に寄り添うという「あなた」作曲方法に興味を持っている。ランジュが部を解散させるとともに同好会へ入部。
にじよん
第4シーズン#40より登場。かすみの言うことにを否定して喧嘩になるが、代わりに璃奈が言うと素直に聴き入れる。
アニメ
2期第1話より登場。
スクスタ版同様、最初はスクールアイドルに興味がなく、ランジュに作曲担当として付き添っているだけという描写になっている。第2話で音楽科の3年生に編入しており、補講に遅刻して来たときの小テストでは満点を取っていた。第9話では、帰国しようとするランジュを引き留める為に作曲した歌をランジュの前で披露した。その後、ランジュと共に同好会に入部した。
鐘 嵐珠（ショウ・ランジュ）
声 - 法元明菜
高校2年生。一人称は「ランジュ」。メンバーを敬称略で呼んでいる。テキスト上では主に「ランジュ」とカタカナで表記される。
香港からの留学生で、中国語交じりの日本語を話す。栞子の幼馴染。同好会メンバーのことが大好きで、本人はメンバーと仲良くなりたいと思っている。自分の考えや価値観に絶対の自信を持っており、それに見合った実力もあるが、周囲の意見に耳を傾けないという欠点を持つ。そのために昔から周囲との衝突が絶えなかったが、本人としては全く悪意がなく、すべては善意であり、衝突もただ他者が理解していないだけである、と考えている。幼馴染である栞子は、ランジュのすぐ人から敵意を抱かれる言動には頭を悩ませているものの、決してランジュは悪人ではないとも考えている。アーティストとしての実力は同好会メンバーも認めるほどハイレベル。
2021年7月31日公開の『スクスタ』メインストーリー29章で同好会に入部し、同8月31日に『スクスタ』プレーヤー以外に向けても公表され、9月3日より『スクスタ』プレイアブルキャラクターとして実装された。テレビアニメには第2期から登場。
スクスタ
メインストーリー19章から登場。
虹ヶ咲学園理事長の娘で、SIFを見て、自身もスクールアイドル活動を始めるため、同好会とは別に「スクールアイドル部」を設立。「プロの力を利用した方が、よりスクールアイドルとして成長できる」という考えから、超実力主義の体制を敷いている。同好会メンバーには部に入るよう勧誘をするが、先述した体制と、部に入っていないスクールアイドルの活動を禁止（学内での練習やライブを監視委員に監視・妨害させる）したことから、一部の同好会メンバーからは強く反発されていた。その後、何度も衝突やトラブルを経て、自分が間違っていたことに気づき、部を解散させるとともに同好会に今までの行動を謝り、他の部のメンバーとともに同好会に入部する。入部後に、果林やエマに憧れてニジガクの寮に入った。
にじよん
第4シーズン#44より登場。自己紹介では、撮り始めていないのに自分のペースで沢山語り出し、撮影担当の歩夢を戸惑わせて、栞子に窘められている。
アニメ
第2期第1話より登場。
スクスタ版同様にSIFを見て、自身もスクールアイドルになりたく、ミアとともにニジガクに来た。日本へ到着後その足で、オープンキャンパス開催中のニジガクへ向かい、栞子の案内で同好会と接触するが、侑やファンがメンバーを支えている構造に、個人実力主義の自分の考えとは違うとして、同好会への入部を取り止め、部活動に属さない個人でのスクールアイドル活動を開始、第2回SIFにエントリーすることを宣言する。以後は同好会とは距離を取っているが、第2回SIFの開催が会場となる虹ヶ咲学園のキャパシティ不足から各校共同開催に発展した際には、独自に紫苑女学院に協力を依頼し、陰ながら支える姿勢も見せた。第9話では、スクールアイドルをやりきったと言ってスクールアイドルを辞めて帰国しようとしていたが、栞子たち同好会メンバーとミアの説得で帰国を踏み留まりその後、ミアと共に同好会に入部する。その際に学園の寮へ引っ越して来た。
『完結編第1章』ではメインキャラクターの一人として登場。スクールアイドルグランプリに参加するために他の5人とともに沖縄県に訪れる。海外留学をした歩夢を「スクールアイドルを広めるために行動した」と尊敬しており、グランプリを通じて彼女と競い、己を高めようと考えている。しかしグランプリのスポンサーを務めている母親と現地にて再会し、彼女が自分一人を贔屓しようとしているのではと思い、グランプリから辞退しようとする。メンバーの説得とかすみの尽力により、そのことが誤解であることがわかり、グランプリへの参加を継続する。

#### 虹ヶ咲学園の関係者
演劇部部長
声 - 小山百代
スクスタ、テレビアニメに登場。
高校3年生。しずくが所属している演劇部の部長。黒髪のショートヘアが特徴。しずくのことは「しずく」と名前で呼び捨てで呼んでいる。しずくに対して容赦なく駄目出しするが、一方では彼女の演技の実力をそれなりに評価している節もある。8話では劇の主役にしずくを選んだものの、素をさらけ出していないことに気付き、一旦は降板させた。その後かすみ達の手助けにより決心したしずくを主役にして劇に立たせ、自分はしずく演じる主人公のもう一人の存在を演じた。また、しずくが復活した同好会に再入部した後もスクールアイドルとしての彼女を応援しており、ライブを見に行ったり、しずくに折々に助言を与える他、同好会のスクールアイドル活動にも積極的に協力した。第2期6話では各校合同文化祭＆第2回スクールアイドルフェスティテバル開会に際してA・ZU・NA（#ユニット参照）のライブのオープニングコールを務めていた。
色葉（いろは）、今日子（きょうこ）、浅希（あさぎ）
声 - 若井友希（色葉）、桑原由気（今日子）、川井田夏海（浅希）
テレビアニメに登場。浅希のみ、スクスタにも登場。
璃奈たちの同級生かつ友人達。黒髪で眼鏡の女子が色葉、右の髪をくくった茶髪のサイドテールの女子が今日子、黄土色のロングヘアで長身の女子が浅希。
璃奈がスクールアイドル活動をしていることを知り、応援する。登場する度に璃奈への呼び名が「天王寺さん」→「璃奈ちゃん」→「璃奈」と変化しており、どんどん仲を深めていったことがうかがえる。
PVを観た時から今日子は歩夢の、色葉は愛の大ファンであり、12話ではスクフェスに向けてそれぞれ他の歩夢、愛のファンと共にそれぞれのイベントの企画を立てたり、ステージの設営、運営にも協力している。
浅希はスクスタにおいて、「オートエモーションコンバート璃奈ちゃんボード」の開発に携わっている。
はんぺん
声 - 麦穂あんな
スクスタ、テレビアニメに登場。
学園内に棲みつく白猫。
アニメでは愛と璃奈が保護している。菜々に捕獲されかけるが、2人の説得により「生徒会お散歩役員」に就任する形で学園内での保護が認められた。
- なお、声優の麦穂はアニメ第1作ではアルパカ役、第2作ではしいたけ（主人公家が飼育する犬）役、本作の後に制作された第4作ではマンマル（主人公家が飼育するコノハズク）と4シリーズ全てに動物役で出演している。

#### 虹ヶ咲学園生徒会
せつ菜（中川菜々）が会長を務める虹ヶ咲学園の生徒会。
生徒会副会長
声 - 杉山里穂
テレビアニメに第3話より登場。
高校2年生。ストレートのロングヘアで眼鏡をかけている。生徒会長を支えて生徒会の事務を担当している。
当初はスクールアイドルには興味や関心を持っていなかったが、同好会から他校と連携した活動の許可を申請されたことをきっかけに興味を持ち、優木せつ菜のファンになる。なお、菜々が自ら明かすまでせつ菜の正体に気づくことはなかった。その後はスクールアイドル同好会を応援し、更にファーストライブではスタッフとして参加した。
生徒会書紀
声 - 佐々木李子、市ノ瀬加那
テレビアニメに第3話より登場。
高校3年生。2名とも三つ編みにまとめたお下げ髪に眼鏡をかけており、アホ毛の跳ねる向き（それぞれ右と左）以外は瓜二つ。
外見はスクスタに登場する「監視委員」右月、左月とほぼ同じキャラクターだが、役職や作中における位置づけは異なっており、アホ毛の有無や眼鏡のデザインが異なる。

### 虹ヶ咲学園スクールアイドル同好会の親族等
近江 遥（このえ はるか）
声 - 本渡楓
スクフェス、スクスタ、テレビアニメに登場。
彼方の妹。東雲学院に在籍している高校1年生。姉の妹好き同様彼女も姉好きであり、彼女もスクールアイドルである。
スクフェス
東雲学院から音ノ木坂学院に転入した転入生の一人。姉の彼方も一緒に転入している。
スクスタ
彼方のキズナエピソードで登場。後にメインストーリーにも登場した。
彼方が特待生維持のために夜遅くまで勉強しながら朝早くに姉妹2人分のお弁当も作っていることに気づき、姉の負担を減らすべく自立を決意しお弁当は自分で用意すると言うが、すれ違いから逆に彼方がショックを受けてしまうが後に和解する。
アニメ
第7話以降に登場。東雲学院の生徒でありスクールアイドル部に所属、侑曰く「東雲学院で注目度No.1のスクールアイドル」でありネットで「期待の1年生」と言われているとのこと。彼方がスクールアイドル以外にも家庭での家事やアルバイト、そして奨学金のための勉強と無茶をしていることから学校で倒れているのではないかと思い見学と装い姉の視察に行くも、練習後のお茶会で寝てしまった姉を心配し、「自分のことより姉がやりたいことを全力でやってほしい」との思いでスクールアイドルを辞めて姉の負担を減らそうとすることを決意するが、彼方も同じ理由でスクールアイドルを辞めてほしくないとすれ違いを起こしてしまう。しかし、彼方自身も考えてることは同じだと気づき姉妹で家庭を支え合おうという提案と彼女自身が妹がスクールアイドルをするのも夢の一つだと語り、スクールアイドルを辞めることを撤回した。第9話では、姫乃とともにニジガクメンバーを音楽フェスイベント「ダイバーフェス」に出演者として誘い、自身も東雲のメンバーとともにステージに立った。
第2期でも引き続き登場し、第2回スクールアイドルフェスティバル開催に関する協議のために虹ヶ咲学園を訪れ、SIF合同開催のために活躍する。またクリスマス当日のラブライブ!東京予選では1年生ながらセンターを任され、そのプレッシャーから笑顔を失いつつあったが、当日のパフォーマンス直前にウェブ放送された姉やクラスメート、ファンたちからの声援を受けて笑顔を取り戻す。
川本 美里（かわもと みさと）
声 - 石川由依
スクスタ、テレビアニメに登場。
愛の年上の幼馴染で、彼女からは「血のつながっていないお姉ちゃん」と説明されている。病弱で、登場する以前は入退院を繰り返していた。スクールアイドル活動を始めた愛を見守っている。
スクスタ
愛のキズナエピソードで登場。後にメインストーリーにも登場した。
愛のファンクラブ「愛トモ」の設立者であり、会員番号1番。今でも検査のために通院している。
アニメ
2期4話にて登場。登場直前まで入退院を繰り返しており、退院記念の愛とのお出かけの際、偶然に果林とも出会う。愛のスクールアイドル活動を応援してもいるが、一方で長い闘病生活から学生生活や夢を諦めてきた人生の中で愛だけが心の拠り所になっており、愛がスクールアイドル活動に夢中になっていることを喜べない部分もある。その心情を知った愛は一時スクールアイドルをやめることも考えたが、果林との対話で翻意。美里は二人が組んだユニットDiver Divaのライブを見て、愛に依存することをやめ、かつて抱いていた海外で働くという夢に向かってもう一度挑戦することを決める。
三船 薫子（みふね かおるこ）
声 - 日笠陽子
スクスタ、テレビアニメに登場。
栞子の姉。真面目な妹と違い豪放磊落な性格で、ロングヘアを部分的に赤色に染めているなど、外見やファッションも派手好み。栞子と同じく上の歯列に八重歯がある。
スクスタ
メインストーリーにて登場。ニジガクが出場を希望していたスクールアイドルフェスティバルの運営代表を務めていた人物。
1st Seasonでは諸事情により開催できなかったフェスの運営をニジガクが受け継いでくれることから、電話越しに助言をする。その後、フェス会場に訪れ、妹の栞子と再会した。2nd Seasonでは教育実習生としてニジガクに訪れる。同時にスクールアイドルの新たなイベント「スクールアイドルエキシビジョン」を開催し、ニジガクメンバーに誘いをかける。
アニメ
第2期4話のポストクレジットシーンから登場。ゲリラライブを終えたランジュと、それを見ていた栞子の前に姿を現す、という形で登場し、第2期第6話では教育実習生として虹ヶ咲学園に赴任する。第2期第7話では紫苑女学院の卒業生でスクールアイドルをしていたことが明かされた。更に大晦日のファーストライブを鑑賞しており、スクールアイドルとして成長した栞子を見て微笑んだ。
菜々の母
声 - 白石涼子
テレビアニメに登場。スクスタでも、せつ菜が言及する形で間接的に登場している。
優木せつ菜（中川菜々）の母親。娘がスクールアイドルをしていることは知らなかったが、2期にてせつ菜自身から明かされる形で知ることになる。スクスタと異なり娘のスクールアイドル活動に否定的ではないようで、せつ菜から活動の事実を知らされた翌日のA・ZU・NAのステージや、大晦日のファーストライブを観覧している。
彼方の母
声 - 皆口裕子
テレビアニメに登場。
彼方と遥の母。QU4RTZの活動の一環で近江家に泊まりに来たかすみ・エマ・璃奈を、娘たちとともに歓迎する。大晦日のファーストライブも遥とともに観覧しており、彼方を見て嬉し涙を浮かべていた。
しずくの母
声 - 柚木涼香
テレビアニメに登場。
しずくの母。鎌倉の実家に泊まりに来たニジガクメンバーを、娘とともに歓迎する。大晦日のファーストライブも観覧していた。
エマの母
声 - ノンクレジット（台詞あり）
テレビアニメに登場。
エマの母。大晦日のファーストライブを、子どもたち（エマの弟妹）や飼い山羊のネーヴェとともに、スイスでオンライン観覧していた。
嵐珠の母
声 - ゆかな
スクスタ、映画完結編第1章に登場。
スクスタ
虹ヶ咲学園の理事長を務める。「自由はニジガクの基本」という理念を持っている。休日にはランジュと遊園地に出かけるなど、親子関係は良好な様子。
アニメ
世界中で会社経営をしている実業家。スクールアイドルグランプリのスポンサーも務めていることから、会場の一つである沖縄県で、ランジュたちの前に現れる。

### 東雲学院
スクフェス、テレビアニメに登場。
スクフェスでは、転入生として登場する9人（後にPDPで虹ヶ咲学園所属となった彼方を除くと8人）のスクールアイドルが元々通っていた学校として、名前のみ登場する。
テレビアニメでは、東京都内にある学校として、第7話から登場。スクールアイドル部が存在し、前述の9人のうち彼方を除く8人が所属、劇中のゲーマーズでグッズが販売されるほどの人気がある。劇中には全員が登場するが、本項ではセリフのある3人のみ記載する。他の5人についてはラブライブ! スクールアイドルフェスティバル#東雲学院（しののめがくいん）を参照。
近江 遥（このえ はるか）
#虹ヶ咲学園スクールアイドル同好会の親族等を参照。
クリスティーナ (Christina)
声 - 石見舞菜香
イタリア・トレント出身の修道女。
テレビアニメ
スクールアイドル部に所属するスクールアイドルの一人として登場。
支倉 かさね（はせくら かさね）
声 - 千本木彩花
衣装作りが好きだが、服を着る側になるという新境地開拓のためにスクールアイドルとなった。
テレビアニメ
スクールアイドル部に所属するスクールアイドルの一人。第2期では第2回スクールアイドルフェスティバル開催に関する協議の場に遥と共に虹ヶ咲学園に来訪している。

### 藤黄学園
スクフェス、テレビアニメに登場。
スクフェスでは、転入生として登場する9人のスクールアイドルが元々通っていた学校として、名前のみ登場する。
テレビアニメでは、生徒が複数の回に登場。スクールアイドル部が存在し、前述の9人が所属、劇中のゲーマーズにてグッズが販売されているほどの人気がある。本項では前述の9人のうち、セリフのある2人のみ記載する。他の7人についてはラブライブ! スクールアイドルフェスティバル#藤黄学園（とうおうがくえん）を参照。
紫藤 美咲（しどう みさき）
声 - 本宮佳奈
ビリヤード好きの女の子。
テレビアニメ
スクールアイドル部に所属するスクールアイドルの一人。第8話にて、姫乃とともに演劇イベントを見に来た生徒の一人として登場。第9話にも登場し、姫乃や他のメンバーと共にステージに立つ。第2期でも第2回スクールアイドルフェスティバル開催に関する協議の場に姫乃と共に虹ヶ咲学園に来訪した。
綾小路 姫乃（あやのこうじ ひめの）
声 - 日岡なつみ
華道部との掛け持ちでアイドル活動をしている。写真撮影が好き。
テレビアニメ
スクールアイドル部に所属するスクールアイドルの一人。第5話にて、同じ部の白瀬小雪とともにスクールアイドル雑誌の表紙に登場。第8話にて、美咲とともに演劇イベントを見に来た生徒の一人として登場。第9話では音楽フェスイベント「ダイバーフェス」に、前話におけるしずくの演劇を見たことをきっかけにニジガクメンバーを誘うなど、思わせぶりな言動を見せるが、その真の理由はモデル時代からファンだった果林のパフォーマンスを見たかったためで、思わせぶりな態度は照れ隠しだった。第2期では第2回スクールアイドルフェスティバル開催に関する協議のために虹ヶ咲学園に美咲と共に来訪する。

### Y.G.国際学園
スクフェス、テレビアニメに登場。
スクフェスでは、転入生として登場する9人（後にPDPで虹ヶ咲学園所属となったエマを除くと8人）のスクールアイドルが元々通っていた学校として、名前のみ登場する。
テレビアニメでは、生徒が複数の回に登場。スクールアイドル部が存在し、前述のエマを除く8人が所属。本項では前述の9人のうち、セリフのある2人のみ記載する。他の6人についてはラブライブ! スクールアイドルフェスティバル#Y.G.国際学園（ワイ・ジーこくさいがくえん）を参照。
ジェニファー
声 - 愛美
アメリカ出身の女の子。
テレビアニメ
Y.G.国際学園スクールアイドル部の部長を務める。ニジガクのエマとは、日本に留学している高校生のコミュニティを通じて知り合った。部として第2回スクールアイドルフェスティバルへの参加を希望しており、その前にニジガクのことをよく知るため、合同ライブの提案を持ちかける。
ラクシャータ
声 - 山北早紀
インド出身の女の子。
テレビアニメ
Y.G.国際学園スクールアイドル部の副部長を務める。

### 紫苑女学院
スクフェス、テレビアニメに登場。
スクフェスでは、転入生として登場する9人のスクールアイドルが元々通っていた学校として、名前のみ登場する。
テレビアニメでは、生徒が複数の回に登場。スクールアイドル部が存在し、前述の9人が所属するほか、三船薫子の出身校となっている。本項では薫子を除く9人のうち、セリフのある2人のみ記載する。他の7人についてはラブライブ! スクールアイドルフェスティバル#紫苑女学院（しおんじょがくいん）を参照。
黒羽 咲良（くろばね さくら）
声 - 大森日雅
咲夜の妹。ドール好きの女の子。スクールアイドルになったのも、ドールに言われたからと語る。
テレビアニメ
第2期に登場。6話で咲夜と共に第2回スクールアイドルフェスティバルへの参加を希望するために虹ヶ咲学園を訪れ、咲夜の中二病言動を冷静に同好会に解説（翻訳）した。7話では愛の（紫苑女学院のメンバーは）みんなすごく個性的であるとの発言に対し、「何故か毎年、そういう子が集まる」と語っている。
黒羽 咲夜（くろばね さくや）
声 - 近藤玲奈
咲良の姉。中二病気質で、謎の「機関」と戦っていると述べる。
テレビアニメ
第2期に登場。6話でランジュに依頼されて咲良と共に第2回スクールアイドルフェスティバルに参加を希望するために虹ヶ咲学園を訪れるが、事前のアポイントメントなく突如部室に現れた上、中二病語法全開の言動で虹ヶ咲の面々を困惑させる。咲夜の説明した内容は咲良が翻訳するまでほぼ伝わっていなかった。

### 青藍高校
スクフェス、アニメに登場。
スクフェスでは、転入生として登場する9人（後にPDPで虹ヶ咲学園所属となったしずくを除くと8人）のスクールアイドルが元々通っていた学校として、名前のみ登場する。当時の設定はラブライブ! スクールアイドルフェスティバル#青藍高校（せいらんこうこう）を参照。
アニメでは、あきるが『完結編第1章』に登場。あきる以外にも、『スクフェス』で青藍高校出身であった7人のうち何人かが台詞なしで登場しているが、青藍高校所属かは不明であるため、本項ではあきるのみ記載する。
篠宮 あきる（しのみや あきる）
声 - 吉岡茉祐
元フィギュアスケート選手のスクールアイドル。
アニメ
『完結編第1章』に登場。スクールアイドルグランプリの会場の一つである沖縄県に訪れ、グランプリに参加する。現地では、歩夢たちニジガクメンバー6人の他、かさね、美咲、ジェニファー、朱美と会い、交流を深める。

### 千歳橋高校
スクフェス、アニメに登場。
スクフェスでは、転入生として登場する9人のスクールアイドルが元々通っていた学校として、名前のみ登場する。当時の設定はラブライブ! スクールアイドルフェスティバル#千歳橋高校（ちとせばしこうこう）を参照。
アニメでは、朱美が『完結編第1章』に登場。朱美以外にも、『スクフェス』で千歳橋高校出身であった8人のうち何人かが台詞なしで登場しているが、千歳橋高校所属かは不明であるため、本項では朱美のみ記載する。
菊地 朱美（きくち あけみ）
声 - 山下七海
カメラ好きで、写真部とスクールアイドル部を兼部しているスクールアイドル。
アニメ
『完結編第1章』に登場。スクールアイドルグランプリの会場の一つである沖縄県に訪れ、グランプリに参加する。現地では、歩夢たちニジガクメンバー6人の他、かさね、美咲、ジェニファー、あきると会い、交流を深める。

### その他のキャラクター
アイラ
声 - 東山奈央
テレビアニメ2期、OVA『NEXT SKY』に登場。
イギリスの女子高生。インターネットでスクールアイドルフェスティバルの配信を見て歩夢のファンになり、ファンレターを送った。そのことが、歩夢がイギリス短期留学を考えさせるきっかけとなった。最終回にてイギリスに訪れた歩夢と出会う。
『NEXT SKY』では、歩夢との交換留学という形で、虹ヶ咲学園に短期留学する。当初は、母国でのスクールアイドル活動ができないことから、これを最後の思い出に、スクールアイドルになることを諦めようと思っていたが、栞子たちの励ましによって、学校とは関係のないスクールアイドル活動をするという道を選び、帰国後は親友のペネロペと協力して活動を始める。
ペネロペ
声 - 各務華梨
テレビアニメ2期、OVA『NEXT SKY』に登場。
イギリスの女子高生で、アイラの親友。テレビアニメ最終回では、歩夢がアイラのところへ訪れた際に居合わせていた。
『NEXT SKY』では、日本へ留学したアイラがスクールアイドルを諦めようとしていることを知っており、心配している。
赤嶺 天（あかみね てん）
声 - 島袋美由利
完結編第1章に登場。
沖縄県のスクールアイドルで、高校1年生。実家は、「はいさい」という沖縄料理店と民宿を兼営している。
スクールアイドルグランプリで訪れた歩夢たちと出会う。友人の小糸とユニットを組み、三線による演奏を担当していたが、小糸の提案を取り入れたパフォーマンスが観客に受けなかったことをきっかけに解散した。以降はソロで活動しているが、グランプリには出場していない。引っ込み思案な性格で、小糸の提案にも納得できていなかったが、言い出せなかった。エマの提案により彼女とライブパフォーマンスをしたことで自分の意見を主張する大切さを知り、今までの不満や、自分の意見を言えなかった弱さ、そして再びユニットを組みたい本心を小糸に明かし、彼女と仲直りする。
石嶺 小糸（いしみね こいと）
声 - 下地紫野
完結編第1章に登場。
沖縄県のスクールアイドルで、高校1年生。
天とユニットを組んで活動していたが、自分の提案を取り入れたパフォーマンスが観客に受けず、それを自分の実力不足であると考え、ユニットを解散してスクールアイドルをやめる。天に対しても、これ以上続けても誰にも見てもらえない辛さを味わうからと、引退するように言っている。エマと天のデュエットを見て、天がエマとユニットを組んだと勘違いするが、天から本心を打ち明けられ、自分の落ち度はスクールアイドルとしての技能ではなく、天の意見を聞かずに暴走しがちな性格であることに気づく。そして天の申し出を受け、再び彼女とユニットを組むことを決める。

## 読者参加企画
過去のラブライブ!シリーズ作品と同様に、公募・投票企画を多数実施している。本作は雑誌（電撃G's magazine・ラブライブ!デイズ）が主媒体ではなく、各企画もウェブでの告知・投稿・発表が主となるが、便宜上「読者参加」と表記する。

### ユニット
本作品に登場するスクールアイドルグループ・ユニットのうち、各2人、3人、4人で構成されるユニット「DiverDiva（ダイバーディーヴァ）」「A・ZU・NA（アズナ）」「QU4RTZ（クオーツ）」のユニット名は、いずれもユーザーからの公募で決定されている他、ユニットのメンバー構成は製作側が提示した9つの構成案から、ユーザーによる投票で最多得票のものが選ばれている（下表参照）。2021年には新たに3人で構成されるユニットの名前が公募され、「R3BIRTH（リバース）」に決定している。各グループ・ユニットのメンバー構成や発表楽曲は、「虹ヶ咲学園スクールアイドル同好会」を参照。
| ユニット名 | グループ（ユニット）名考案者 | ユニット名決定時期 | ユニット名募集時期                                             | 選出方法                                           | メンバー構成投票時期                                              |
| ---------- | ---------------------------- | ------------------ | -------------------------------------------------------------- | -------------------------------------------------- | ----------------------------------------------------------------- |
| DiverDiva  | 非公開                       | 2019年6月28日      | 一次選考：2019年5月1日 - 5月10日 二次選考：2019年6月1日 - 10日 | 一次選考：G's編集部による選考 二次選考：ファン投票 | 一次選考：2019年2月1日 - 3月1日 二次選考：2019年3月30日 - 4月15日 |
| A・ZU・NA  | 非公開                       | 2019年6月28日      | 一次選考：2019年5月1日 - 5月10日 二次選考：2019年6月1日 - 10日 | 一次選考：G's編集部による選考 二次選考：ファン投票 | 一次選考：2019年2月1日 - 3月1日 二次選考：2019年3月30日 - 4月15日 |
| QU4RTZ     | 非公開                       | 2019年6月28日      | 一次選考：2019年5月1日 - 5月10日 二次選考：2019年6月1日 - 10日 | 一次選考：G's編集部による選考 二次選考：ファン投票 | 一次選考：2019年2月1日 - 3月1日 二次選考：2019年3月30日 - 4月15日 |
| R3BIRTH    | RinTaichou                   | 2021年9月1日       | 一次選考：2021年7月1日 - 11日 二次選考：2021年7月14日 - 21日   | 一次選考：G's編集部による選考 二次選考：ファン投票 | 未実施                                                            |

### 虹ヶ咲学園スクールアイドル同好会 マンスリーランキング
虹ヶ咲の特徴として、毎月「虹ヶ咲学園スクールアイドル同好会 マンスリーランキング」と称した投票企画が実施されていた。1〜3位に選ばれたキャラクターは、以下のご褒美が与えられる。
2017年7月度 - 2017年12月度
メンバーからのスペシャルメッセージが掲載される
2018年1月度 - 2018年12月度
描き下ろしの4コマ漫画が公式サイトに掲載される
2019年1月度 - 2019年12月度
メンバーからのスペシャルメッセージ（1位はボイス付き）が掲載される
- 企画展開上の、ヒロインのポジションなどについて、表形式で述べる。空欄は発表なし。なお企画開催時に未登場及び未所属の三船栞子、ミア・テイラー、鐘嵐珠については、投票対象外であった。

| 虹ヶ咲学園スクールアイドル同好会 マンスリーランキング | 虹ヶ咲学園スクールアイドル同好会 マンスリーランキング | 虹ヶ咲学園スクールアイドル同好会 マンスリーランキング | 虹ヶ咲学園スクールアイドル同好会 マンスリーランキング | 虹ヶ咲学園スクールアイドル同好会 マンスリーランキング | 虹ヶ咲学園スクールアイドル同好会 マンスリーランキング | 虹ヶ咲学園スクールアイドル同好会 マンスリーランキング | 虹ヶ咲学園スクールアイドル同好会 マンスリーランキング | 虹ヶ咲学園スクールアイドル同好会 マンスリーランキング | 虹ヶ咲学園スクールアイドル同好会 マンスリーランキング |
| ヒロイン                                              | 上原歩夢                                              | 中須かすみ                                            | 桜坂しずく                                            | 朝香果林                                              | 宮下愛                                                | 近江彼方                                              | 優木せつ菜                                            | エマ・ヴェルデ                                        | 天王寺璃奈                                            |
| ----------------------------------------------------- | ----------------------------------------------------- | ----------------------------------------------------- | ----------------------------------------------------- | ----------------------------------------------------- | ----------------------------------------------------- | ----------------------------------------------------- | ----------------------------------------------------- | ----------------------------------------------------- | ----------------------------------------------------- |
| 2017年7月度                                           | 4位                                                   | 3位                                                   | 6位                                                   | 5位                                                   | 9位                                                   | 8位                                                   | 2位                                                   | 7位                                                   | 1位                                                   |
| 2017年8月度                                           | 6位                                                   | 7位                                                   | 3位                                                   | 8位                                                   | 9位                                                   | 4位                                                   | 1位                                                   | 5位                                                   | 2位                                                   |
| 2017年9月度                                           | 6位                                                   | 4位                                                   | 3位                                                   | 5位                                                   | 7位                                                   | 9位                                                   | 1位                                                   | 8位                                                   | 2位                                                   |
| 2017年10月度                                          | 9位                                                   | 4位                                                   | 5位                                                   | 1位                                                   | 7位                                                   | 6位                                                   | 2位                                                   | 8位                                                   | 3位                                                   |
| 2017年11月度                                          | 8位                                                   | 4位                                                   | 6位                                                   | 2位                                                   | 5位                                                   | 3位                                                   | 1位                                                   | 9位                                                   | 7位                                                   |
| 2017年12月度                                          | 8位                                                   | 4位                                                   | 6位                                                   | 1位                                                   | 5位                                                   | 3位                                                   | 2位                                                   | 7位                                                   | 9位                                                   |
| 2018年1月度                                           | 8位                                                   | 6位                                                   | 3位                                                   | 2位                                                   | 7位                                                   | 5位                                                   | 4位                                                   | 9位                                                   | 1位                                                   |
| 2018年2月度                                           | 6位                                                   | 4位                                                   | 8位                                                   | 1位                                                   | 3位                                                   | 5位                                                   | 2位                                                   | 7位                                                   | 9位                                                   |
| 2018年3月度                                           | 6位                                                   | 3位                                                   | 7位                                                   | 1位                                                   | 4位                                                   | 5位                                                   | 2位                                                   | 8位                                                   | 9位                                                   |
| 2018年4月度                                           | 7位                                                   | 3位                                                   | 8位                                                   | 1位                                                   | 5位                                                   | 6位                                                   | 2位                                                   | 4位                                                   | 9位                                                   |
| 2018年5月度                                           | 6位                                                   | 2位                                                   | 8位                                                   | 3位                                                   | 5位                                                   | 4位                                                   | 1位                                                   | 7位                                                   | 9位                                                   |
| 2018年6月度                                           | 5位                                                   | 4位                                                   | 6位                                                   | 2位                                                   | 7位                                                   | 3位                                                   | 1位                                                   | 8位                                                   | 9位                                                   |
| 2018年7月度                                           | 6位                                                   | 7位                                                   | 9位                                                   | 2位                                                   | 4位                                                   | 1位                                                   | 3位                                                   | 8位                                                   | 5位                                                   |
| 2018年8月度                                           | 6位                                                   | 4位                                                   | 5位                                                   | 2位                                                   | 8位                                                   | 1位                                                   | 3位                                                   | 9位                                                   | 7位                                                   |
| 2018年9月度                                           | 5位                                                   | 4位                                                   | 6位                                                   | 3位                                                   | 7位                                                   | 2位                                                   | 1位                                                   | 8位                                                   | 9位                                                   |
| 2018年10月度                                          | 5位                                                   | 1位                                                   | 6位                                                   | 7位                                                   | 9位                                                   | 4位                                                   | 3位                                                   | 8位                                                   | 2位                                                   |
| 2018年11月度                                          | 4位                                                   | 3位                                                   | 6位                                                   | 2位                                                   | 9位                                                   | 5位                                                   | 7位                                                   | 8位                                                   | 1位                                                   |
| 2018年12月度                                          | 5位                                                   | 6位                                                   | 7位                                                   | 3位                                                   | 2位                                                   | 8位                                                   | 1位                                                   | 4位                                                   | 9位                                                   |
| 2019年1月度                                           | 5位                                                   | 6位                                                   | 7位                                                   | 3位                                                   | 4位                                                   | 8位                                                   | 2位                                                   | 1位                                                   | 9位                                                   |
| 2019年2月度                                           | 1位                                                   | 7位                                                   | 6位                                                   | 3位                                                   | 4位                                                   | 9位                                                   | 2位                                                   | 5位                                                   | 8位                                                   |
| 2019年3月度                                           | 5位                                                   | 6位                                                   | 1位                                                   | 3位                                                   | 4位                                                   | 8位                                                   | 2位                                                   | 7位                                                   | 9位                                                   |
| 2019年4月度                                           | 4位                                                   | 5位                                                   | 7位                                                   | 3位                                                   | 1位                                                   | 9位                                                   | 2位                                                   | 6位                                                   | 8位                                                   |
| 2019年5月度                                           | 7位                                                   | 6位                                                   | 8位                                                   | 2位                                                   | 4位                                                   | 5位                                                   | 1位                                                   | 9位                                                   | 3位                                                   |
| 2019年6月度                                           | 2位                                                   | 4位                                                   | 7位                                                   | 3位                                                   | 5位                                                   | 6位                                                   | 1位                                                   | 9位                                                   | 8位                                                   |
| 2019年7月度                                           | 4位                                                   | 6位                                                   | 9位                                                   | 3位                                                   | 7位                                                   | 2位                                                   | 1位                                                   | 5位                                                   | 8位                                                   |
| 2019年8月度                                           | 4位                                                   | 6位                                                   | 5位                                                   | 3位                                                   | 7位                                                   | 2位                                                   | 1位                                                   | 8位                                                   | 9位                                                   |
| 2019年9月度                                           | 3位                                                   | 6位                                                   | 5位                                                   | 4位                                                   | 9位                                                   | 1位                                                   | 2位                                                   | 8位                                                   | 7位                                                   |
| 2019年10月度                                          | 5位                                                   | 4位                                                   | 2位                                                   | 3位                                                   | 8位                                                   | 6位                                                   | 7位                                                   | 9位                                                   | 1位                                                   |
| 2019年11月度                                          | 5位                                                   | 3位                                                   | 6位                                                   | 4位                                                   | 8位                                                   | 7位                                                   | 2位                                                   | 1位                                                   | 9位                                                   |
| 2019年12月度（最終）                                  | 1位                                                   | 7位                                                   | 4位                                                   | 8位                                                   | 6位                                                   | 5位                                                   | 2位                                                   | 9位                                                   | 3位                                                   |
| ヒロイン                                              | 上原歩夢                                              | 中須かすみ                                            | 桜坂しずく                                            | 朝香果林                                              | 宮下愛                                                | 近江彼方                                              | 優木せつ菜                                            | エマ・ヴェルデ                                        | 天王寺璃奈                                            |
| 年間MVP(2017年度)                                     |                                                       |                                                       |                                                       |                                                       |                                                       |                                                       | 受賞                                                  |                                                       |                                                       |
| 年間MVP(2018年度)                                     |                                                       |                                                       |                                                       | 受賞                                                  |                                                       |                                                       |                                                       |                                                       |                                                       |
| 年間MVP(2019年度)                                     |                                                       |                                                       |                                                       |                                                       |                                                       |                                                       | 受賞                                                  |                                                       |                                                       |
| ヒロイン                                              | 上原歩夢                                              | 中須かすみ                                            | 桜坂しずく                                            | 朝香果林                                              | 宮下愛                                                | 近江彼方                                              | 優木せつ菜                                            | エマ・ヴェルデ                                        | 天王寺璃奈                                            |

### 虹ヶ咲学園スクールアイドル同好会 マンスリーアンケート
「虹ヶ咲学園スクールアイドル同好会 マンスリーランキング」の後継として始まった企画。月ごとのテーマに印象が一番近い虹ヶ咲学園スクールアイドルを、投票で決める。結果は実施された月の翌々月に発売される「電撃G's magazine」の誌面で発表される。また、スクスタ公式サイトでは、選ばれたメンバーのスペシャルメッセージ＆ボイスが配信される予定。
本アンケートでは、同好会加入により2020年8月度からは栞子、2021年9月度からはミア、ランジュも投票対象となっている。
| 虹ヶ咲学園スクールアイドル同好会 マンスリーアンケート | 虹ヶ咲学園スクールアイドル同好会 マンスリーアンケート                            | 虹ヶ咲学園スクールアイドル同好会 マンスリーアンケート | 虹ヶ咲学園スクールアイドル同好会 マンスリーアンケート | 虹ヶ咲学園スクールアイドル同好会 マンスリーアンケート | 虹ヶ咲学園スクールアイドル同好会 マンスリーアンケート | 虹ヶ咲学園スクールアイドル同好会 マンスリーアンケート | 虹ヶ咲学園スクールアイドル同好会 マンスリーアンケート | 虹ヶ咲学園スクールアイドル同好会 マンスリーアンケート | 虹ヶ咲学園スクールアイドル同好会 マンスリーアンケート | 虹ヶ咲学園スクールアイドル同好会 マンスリーアンケート | 虹ヶ咲学園スクールアイドル同好会 マンスリーアンケート | 虹ヶ咲学園スクールアイドル同好会 マンスリーアンケート | 虹ヶ咲学園スクールアイドル同好会 マンスリーアンケート |
| ヒロイン                                              | アンケートテーマ                                                                 | 上原歩夢                                              | 中須かすみ                                            | 桜坂しずく                                            | 朝香果林                                              | 宮下愛                                                | 近江彼方                                              | 優木せつ菜                                            | エマ・ヴェルデ                                        | 天王寺璃奈                                            | 三船栞子                                              | ミア・テイラー                                        | 鐘嵐珠                                                |
| ----------------------------------------------------- | -------------------------------------------------------------------------------- | ----------------------------------------------------- | ----------------------------------------------------- | ----------------------------------------------------- | ----------------------------------------------------- | ----------------------------------------------------- | ----------------------------------------------------- | ----------------------------------------------------- | ----------------------------------------------------- | ----------------------------------------------------- | ----------------------------------------------------- | ----------------------------------------------------- | ----------------------------------------------------- |
| 2020年1月度                                           | エイプリルフールではだます方？だまされる方？                                     | 後者1位                                               |                                                       |                                                       |                                                       | 前者1位                                               |                                                       |                                                       |                                                       |                                                       | 投票対象外                                            | 投票対象外                                            | 投票対象外                                            |
| 2020年2月度                                           | 天使と悪魔、似合う衣装はどっち？                                                 |                                                       |                                                       |                                                       | 後者1位                                               |                                                       |                                                       |                                                       | 前者1位                                               |                                                       | 投票対象外                                            | 投票対象外                                            | 投票対象外                                            |
| 2020年3月度                                           | 晴れ女、雨女？どっち？                                                           |                                                       |                                                       | 後者1位                                               |                                                       |                                                       |                                                       | 前者1位                                               |                                                       |                                                       | 投票対象外                                            | 投票対象外                                            | 投票対象外                                            |
| 2020年4月度                                           | 遊びに行くなら海と山どっち？                                                     |                                                       |                                                       |                                                       |                                                       | 前者1位                                               | 後者1位                                               |                                                       |                                                       |                                                       | 投票対象外                                            | 投票対象外                                            | 投票対象外                                            |
| 2020年5月度                                           | 夏に遊びに行きそうなのは、お祭り？お化け屋敷？                                   | 前者1位                                               | 後者1位                                               |                                                       |                                                       |                                                       |                                                       |                                                       |                                                       |                                                       | 投票対象外                                            | 投票対象外                                            | 投票対象外                                            |
| 2020年6月度                                           | 夏休みの宿題、コツコツやる派？まとめてやる派？                                   |                                                       |                                                       | 前者1位                                               | 後者1位                                               |                                                       |                                                       |                                                       |                                                       |                                                       | 投票対象外                                            | 投票対象外                                            | 投票対象外                                            |
| 2020年7月度                                           | 運動部に所属したら、選手？マネージャー？                                         |                                                       |                                                       |                                                       |                                                       |                                                       |                                                       | 前者1位                                               | 後者1位                                               |                                                       | 投票対象外                                            | 投票対象外                                            | 投票対象外                                            |
| 2020年8月度                                           | ハロウィンに仮装するなら、魔女？黒猫？                                           |                                                       |                                                       |                                                       | 前者1位                                               |                                                       |                                                       |                                                       |                                                       | 後者1位                                               |                                                       | 投票対象外                                            | 投票対象外                                            |
| 2020年9月度                                           | 焼き肉を食べるときは、焼きたい派？焼いてもらいたい派？                           |                                                       | 後者1位                                               |                                                       |                                                       | 前者1位                                               |                                                       |                                                       |                                                       |                                                       |                                                       | 投票対象外                                            | 投票対象外                                            |
| 2020年10月度                                          | 雪の日の過ごし方は、こたつでぬくぬく派？外で雪遊び派？                           |                                                       |                                                       |                                                       |                                                       |                                                       | 前者1位                                               | 後者1位                                               |                                                       |                                                       |                                                       | 投票対象外                                            | 投票対象外                                            |
| 2020年11月度                                          | バレンタインでは、チョコを渡す方？もらう方？                                     | 前者1位                                               |                                                       |                                                       | 後者1位                                               |                                                       |                                                       |                                                       |                                                       |                                                       |                                                       | 投票対象外                                            | 投票対象外                                            |
| 2020年12月度                                          | おやつに食べるなら和菓子？洋菓子？                                               |                                                       | 後者1位                                               |                                                       |                                                       |                                                       |                                                       |                                                       |                                                       |                                                       | 前者1位                                               | 投票対象外                                            | 投票対象外                                            |
| 2021年1月度                                           | 桜を見るといえば昼の桜？それとも夜桜？                                           |                                                       |                                                       |                                                       | 後者1位                                               |                                                       |                                                       |                                                       | 前者1位                                               |                                                       |                                                       | 投票対象外                                            | 投票対象外                                            |
| 2021年2月度                                           | イチゴといえばパフェ？ケーキ？                                                   | 後者1位                                               | 前者1位                                               |                                                       |                                                       |                                                       |                                                       |                                                       |                                                       |                                                       |                                                       | 投票対象外                                            | 投票対象外                                            |
| 2021年3月度                                           | 映画を観るなら映画館派？家派？                                                   |                                                       |                                                       | 前者1位                                               |                                                       |                                                       | 後者1位                                               |                                                       |                                                       |                                                       |                                                       | 投票対象外                                            | 投票対象外                                            |
| 2021年4月度                                           | ビーチでするならスイカ割り派？ビーチバレー派？                                   |                                                       |                                                       |                                                       |                                                       | 後者1位                                               |                                                       |                                                       |                                                       | 前者1位                                               |                                                       | 投票対象外                                            | 投票対象外                                            |
| 2021年5月度                                           | 花火といえば打ち上げ花火派？手持ち花火派？                                       | 後者1位                                               |                                                       |                                                       |                                                       |                                                       |                                                       | 前者1位                                               |                                                       |                                                       |                                                       | 投票対象外                                            | 投票対象外                                            |
| 2021年6月度                                           | 夏祭りでするなら射的派？金魚すくい派？                                           |                                                       |                                                       |                                                       |                                                       |                                                       |                                                       |                                                       | 後者1位                                               | 前者1位                                               |                                                       | 投票対象外                                            | 投票対象外                                            |
| 2021年7月度                                           | 秋といえば、スポーツの秋派？読書の秋派？                                         |                                                       |                                                       | 後者1位                                               |                                                       | 前者1位                                               |                                                       |                                                       |                                                       |                                                       |                                                       | 投票対象外                                            | 投票対象外                                            |
| 2021年8月度                                           | おでかけするなら、アクティブにハイキング？ゆったりと美術館？                     |                                                       |                                                       |                                                       |                                                       |                                                       |                                                       | 前者1位                                               |                                                       |                                                       | 後者1位                                               | 投票対象外                                            | 投票対象外                                            |
| 2021年9月度                                           | もしコックか、ウェイターになるなら、それぞれぴったりなメンバーは？               |                                                       |                                                       | 後者1位                                               |                                                       |                                                       | 前者1位                                               |                                                       |                                                       |                                                       |                                                       |                                                       |                                                       |
| 2021年10月度                                          | もしパイロットか、キャビンアテンダントになるなら、それぞれぴったりなメンバーは？ | 後者1位                                               |                                                       |                                                       |                                                       |                                                       |                                                       | 前者1位                                               |                                                       |                                                       |                                                       |                                                       |                                                       |
| 2021年11月度                                          | もし音楽の先生か美術の先生になるなら、それぞれぴったりなメンバーは？             |                                                       |                                                       |                                                       |                                                       |                                                       | 後者1位                                               |                                                       |                                                       |                                                       |                                                       | 前者1位                                               |                                                       |
| 2021年12月度                                          | もし医者か看護師になるなら、ぴったりなメンバーは？                               |                                                       |                                                       |                                                       |                                                       |                                                       |                                                       |                                                       | 後者1位                                               |                                                       | 前者1位                                               |                                                       |                                                       |
| 2022年1月度                                           | もし社長か秘書になるなら、それぞれぴったりなメンバーは？                         | 後者1位                                               |                                                       |                                                       |                                                       |                                                       |                                                       |                                                       |                                                       |                                                       |                                                       |                                                       | 前者1位                                               |
| 2022年2月度                                           | もしギタリストかドラマーになるなら、それぞれぴったりなメンバーは？               |                                                       |                                                       |                                                       |                                                       | 後者1位                                               |                                                       | 前者1位                                               |                                                       |                                                       |                                                       |                                                       |                                                       |
| 2022年3月度                                           | もしパン屋さんかおにぎり屋さんになるなら、それぞれぴったりなメンバーは？         |                                                       | 前者1位                                               |                                                       |                                                       |                                                       |                                                       |                                                       |                                                       |                                                       | 後者1位                                               |                                                       |                                                       |
| 2022年4月度                                           | もしモデルかカメラマンになるなら、それぞれぴったりなメンバーは？                 |                                                       |                                                       |                                                       | 前者1位                                               |                                                       |                                                       |                                                       |                                                       | 後者1位                                               |                                                       |                                                       |                                                       |
| 2022年5月度                                           | もし美容師かネイリストになるなら、それぞれぴったりなメンバーは？                 |                                                       |                                                       | 前者1位                                               | 後者1位                                               |                                                       |                                                       |                                                       |                                                       |                                                       |                                                       |                                                       |                                                       |
| 2022年6月度                                           | もし野球選手かサッカー選手になるなら、それぞれぴったりなメンバーは？             |                                                       |                                                       |                                                       |                                                       | 後者1位                                               |                                                       |                                                       |                                                       |                                                       |                                                       | 前者1位                                               |                                                       |
| 2022年7月度                                           | もし動物園か水族館の飼育員になるなら、それぞれぴったりなメンバーは？             |                                                       |                                                       | 後者1位                                               |                                                       |                                                       |                                                       |                                                       | 前者1位                                               |                                                       |                                                       |                                                       |                                                       |
| ヒロイン                                              | アンケートテーマ                                                                 | 上原歩夢                                              | 中須かすみ                                            | 桜坂しずく                                            | 朝香果林                                              | 宮下愛                                                | 近江彼方                                              | 優木せつ菜                                            | エマ・ヴェルデ                                        | 天王寺璃奈                                            | 三船栞子                                              | ミア・テイラー                                        | 鐘嵐珠                                                |

※「前者」は、テーマの前者内容、「後者」は、テーマの後者内容を指す

### その他の投票企画
| その他の投票企画                                                                | その他の投票企画                      | その他の投票企画      | その他の投票企画                     | その他の投票企画          | その他の投票企画            | その他の投票企画             | その他の投票企画      | その他の投票企画        | その他の投票企画                  | その他の投票企画        |
| ヒロイン                                                                        | 上原歩夢                              | 中須かすみ            | 桜坂しずく                           | 朝香果林                  | 宮下愛                      | 近江彼方                     | 優木せつ菜            | エマ・ヴェルデ          | 天王寺璃奈                        | 三船栞子                |
| ------------------------------------------------------------------------------- | ------------------------------------- | --------------------- | ------------------------------------ | ------------------------- | --------------------------- | ---------------------------- | --------------------- | ----------------------- | --------------------------------- | ----------------------- |
| スクフェス5thアニバーサリーキャンペーンガール27人総選挙                         |                                       |                       | 3位                                  |                           |                             |                              | 1位                   |                         | 2位                               | 投票対象外              |
| ODAIBAゲーマーズ看板娘総選挙                                                    |                                       |                       |                                      |                           |                             |                              | 1位                   |                         |                                   | 投票対象外              |
| 新曲を歌えるのは1人だけ!?アニメーションPV付きシングル総選挙                     | 3位                                   | 1位                   |                                      |                           |                             |                              | 2位                   |                         |                                   | 投票対象外              |
| セガスタッフイメージガール決定戦                                                |                                       | 2位                   |                                      |                           | 3位                         |                              |                       |                         | 1位                               | 投票対象外              |
| お願い！スクールアイドル同好会 ニジガク部活動投票                               | SF研究部                              | 魔法少女 研究部       | 演劇部                               | 映画部                    | アナログゲーム 制作部       | 漫画研究部                   | ライトノベル 研究部   | アニメーション 研究部   | ゲーム部                          | 投票対象外につき 無所属 |
| 一緒にたこ焼きを食べたいニジガクメンバーは誰！？ 「たこミュ」イメージガール投票 |                                       |                       |                                      |                           | 1位                         |                              |                       |                         |                                   | 投票対象外              |
| もっと知りたい！みんなのこと！想いを伝えるソロ曲シャッフル投票                  | 桜坂しずく 「あなたの理想のヒロイン」 | 優木せつ菜 「CHASE!」 | 天王寺璃奈 「ドキピポ☆エモーション」 | 宮下愛 「めっちゃGoing!」 | 中須かすみ 「ダイアモンド」 | エマ・ヴェルデ 「Evergreen」 | 三船栞子 「決意の光」 | 上原歩夢 「夢への一歩」 | 近江彼方 「眠れる森に行きたいな」 | 朝香果林 「Starlight」  |
| ヒロイン                                                                        | 上原歩夢                              | 中須かすみ            | 桜坂しずく                           | 朝香果林                  | 宮下愛                      | 近江彼方                     | 優木せつ菜            | エマ・ヴェルデ          | 天王寺璃奈                        | 三船栞子                |

### みんなで決める！虹ヶ咲学園校章デザインコンテスト
本作および『スクスタ』で使用される虹ヶ咲学園の校章を決める公募企画。2017年10月16日から同月30日まで一次選考、11月7日から同月21日まで最終選考（投票）を実施し、12月11日に「to-no」による案が採用された。

### 「あなた」の名前を教えて！ TVアニメ「ラブライブ！虹ヶ咲学園スクールアイドル同好会」What’s “your name”？
本作のテレビアニメ版に登場する「あなた」の名前を決める公募企画。2020年1月29日に「あなた」の容姿が公開され、翌日読者参加投票が開始、同年3月16日から始まった決選投票の結果、同年5月15日に「高咲 侑（たかさき ゆう）」に決定した。
結果発表時、投稿者名は「桜田フジさん他」となっており、全員は明かされていなかったが、テレビアニメ版のエンドクレジットにて「いぬい」「けいどら」「桜田フジ」「フリワン」の4名の名前が「“あなたの名前”推薦」として掲載されている。

### みんなで決めるニジガクの歌♪
ニジガクの新曲を決める投票企画。2020年5月18日から6月18日にかけて、16の候補をもとに新曲テーマの投票を行い、7月15日に上位3つの「夏祭り」「クリスマス」「猫の日」が選ばれたことを発表。12月15日に、それぞれのテーマに沿った新曲をDiver Diva、A・ZU・NA、QU4RTZに振り分け、それがテレビアニメ版BDの特典となることが発表された。

### 広がれ虹のWA！虹ヶ咲学園スクールアイドル同好会 テーマ別活動
メンバーが、【グローバル交流チーム】・【IT活用チーム】・【創作料理チーム】・【衣装・グッズ考案チーム】に分かれ、それぞれで用意されたテーマについての内容を公募する企画。LoveLive!Days ラブライブ！総合マガジン Vol.21より掲載開始。IT活用チームで選ばれた企画で現実のゲームとして配信され、衣装・グッズ考案チームで選ばれた衣装が4thライブで披露されるなど、誌面を飛び出した展開を行っている。

### NIJIGAKU Monthly Songs♪
メンバー1人1人を1月から12月に配し、それぞれの月をテーマにした新規ソロ楽曲を制作、2025年1月から12か月連続でシングルCDとしてリリースする企画。2024年4月から、メンバーごとの担当月を決める投票を実施し、6月末に結果が発表された。結果は以下のとおり。
| 1月  | ミア・テイラー |
| 2月  | エマ・ヴェルデ |
| 3月  | 上原歩夢       |
| 4月  | 中須かすみ     |
| 5月  | 近江彼方       |
| 6月  | 桜坂しずく     |
| 7月  | 宮下愛         |
| 8月  | 天王寺璃奈     |
| 9月  | 三船栞子       |
| 10月 | 朝香果林       |
| 11月 | 優木せつ菜     |
| 12月 | 鐘嵐珠         |

## 漫画
下記の漫画がKADOKAWAから発刊されている。『スクスタ』関連の漫画についてはラブライブ! スクールアイドルフェスティバル ALL STARS#漫画を参照。

### にじよん〜ラブライブ！虹ヶ咲学園スクールアイドル同好会 よんこま〜
『ラブライブ! スクールアイドルフェスティバル ALL STARS』公式サイトにて連載されていた4コマ漫画。作画はミヤコヒト。2018年12月より連載が開始し、2019年7月まで連載された。同月から『電撃G’sマガジン.com』へと移籍し、シーズン2の連載が開始、同年12月まで連載された。
2020年6月からはYoutubeチャンネル「ラブライブ!シリーズ公式チャンネル」にて毎週火曜日12:00にシーズン3が、ボイスがついたコミックムービー形式として配信開始された。2020年12月にて最終回を迎えた。アニメ『ラブライブ!虹ヶ咲学園スクールアイドル同好会』1期のBD / DVDに、映像特典として収録される。
シーズン4が2021年7月6日から開始、前シーズン同様の形態で毎週火曜日12:30の配信（アニメラブライブ!スーパースター!!の配信と被ったため時間変更）で、#1から三船栞子が、#40からミア・テイラーが、#44から鐘嵐珠が、それぞれんにじよん初登場。2022年1月18日最終回配信開始。アニメ版1期のファンディスクに収録された。

#### 書誌情報
- 矢立肇（原作）・公野櫻子（原案）・ミヤコヒト（漫画） にじよん 〜ラブライブ！虹ヶ咲学園スクールアイドル同好会 よんこま〜
  1. 2020年7月15日発売、ISBN 978-4-04-913341-7
シーズン1と2に加え、各誌に掲載された出張版や単行本限定の4コマを収録。
  2. 2022年6月17日発売、ISBN 978-4-04-914504-5
シーズン3と4に加え、書き下ろし4コマを収録。

### ラブライブ！虹ヶ咲学園スクールアイドル同好会 ニジガクときめきお弁当箱
ComicWalkerおよびニコニコ静画で2022年4月28日に第1話が配信開始、以降毎月30日頃に更新され、2022年11月30日まで連載された。第1話に限り『LoveLive!Days』Vol.27に掲載された。
「広がれ虹のWA！虹ヶ咲学園スクールアイドル同好会 テーマ別活動」の創作料理チームのメンバーを主人公とした料理漫画となっている。

#### 書誌情報
- 矢立肇（原作）・公野櫻子（原案）・笹波ことみ（コミック原案）・はづき（作画）・久賀友美（お弁当監修） ラブライブ！虹ヶ咲学園スクールアイドル同好会ファンブック　ニジガクときめきお弁当箱
  1. 2022年9月30日発売、ISBN 9784049146011

### 叛逆のニジガサキ
ラブライブ!シリーズ公式Xにて、2024年7月5日から連載開始。毎月5の倍数の日に更新される。プロローグが『LoveLive!Days』2024年8月号（2024年6月28日発売）に掲載された。
作画は、ファミ通Appにて連載していたスクスタ4コマも手掛けたちょぼらうにょぽみ。劇場版アニメの公開を控え、自分たちの展開が終わってしまうことを危惧するメンバーの様子が描かれるメタフィクション・ギャグ漫画。ラブライブ!シリーズの他作品のキャラクターが登場する回もある。

## アニメーションPV
テレビアニメ版のスタッフによるアニメーションPVを列挙する。
1. 無敵級*ビリーバー
2. 未来ハーモニー

## アニメ
テレビアニメ『ラブライブ！虹ヶ咲学園スクールアイドル同好会』は、TOKYO MXほかにて、第1期が2020年10月から12月にかけて、第2期が2022年4月から6月にかけて放送された。
その続編となるOVA『ラブライブ！虹ヶ咲学園スクールアイドル同好会 NEXT SKY』が2023年8月30日に発売された。

## 劇場アニメ
映画『映画 ラブライブ！虹ヶ咲学園スクールアイドル同好会 完結編』は、OVAの続編として、第1章が2024年9月6日に公開された。

## ショートアニメ
『にじよん〜ラブライブ！虹ヶ咲学園スクールアイドル同好会 よんこま〜』を原作とするショートアニメ『にじよん あにめーしょん』が2023年1月から3月までTOKYO MXほかにて放送された。
第2期『にじよん あにめーしょん2』は2024年4月から6月まで放送された。
スクールアイドルとしてのライブや練習の様子ではなく、部室や休み時間、授業や休日における高校生としての日常の様子が描かれている。漫画『にじよん』との相違点として、視覚的には登場しなかった「あなた」が登場しない代わりに高咲侑が登場すること、各キャラクターのデザインがテレビアニメ版寄りになっていることが挙げられる。

### スタッフ（ショートアニメ）
- 原作 - 矢立肇[94]
- 原案 - 公野櫻子[94]
- 漫画 - ミヤコヒト[94]
- 監督 - ほりうちゆうや[94]
- CGディレクター - 辰口智樹[94]
- 美術監督 - 林竜太[94]
- 色彩設計 - 赤間三佐子[94]
- 撮影監督 - 石山智之[94]
- 編集 - 小口理菜[94]
- 音響監督 - 長崎行男[94]
- 音楽プロデューサー - 武沢由佳子
- 音楽 - 遠藤ナオキ[94]
- 音楽制作 - ランティス
- 企画プロデューサー - 若林悠紀、槙本裕紀、諏訪浩樹、依田悠里香
- プロデューサー - 大塚大、小田誠
- アニメーション制作 - サンライズ[94]
- 製作 - プロジェクトラブライブ！にじよん あにめーしょん、バンダイナムコフィルムワークス、バンダイナムコミュージックライブ、ブシロード、KADOKAWA[94]

### 主題歌（ショートアニメ）
「わちゅごなどぅー」
第1期エンディングテーマ。作詞・作曲・編曲はNOVECHIKAと野口大志、歌は虹ヶ咲学園スクールアイドル同好会。
「虹ヶ咲学園校歌（Rock Ver.）」
第2期エンディングテーマ。作詞は角野寿和、作曲は角野寿和、川浦正大、編曲はRockwell、歌は虹ヶ咲学園スクールアイドル同好会。

### 各話リスト（ショートアニメ）
| 話数   | サブタイトル                     | 初放送日      |       |       |       |       |       |       |       |       |       |       |       |       |       |       |       |       |       |       |       |       |       |       |
| 第1期  | 第1期                            | 第1期         | 第1期 | 第1期 | 第1期 | 第1期 | 第1期 | 第1期 | 第1期 | 第1期 | 第1期 | 第1期 | 第1期 | 第1期 | 第1期 | 第1期 | 第1期 | 第1期 | 第1期 | 第1期 | 第1期 | 第1期 | 第1期 | 第1期 |
| ------ | -------------------------------- | ------------- | ----- | ----- | ----- | ----- | ----- | ----- | ----- | ----- | ----- | ----- | ----- | ----- | ----- | ----- | ----- | ----- | ----- | ----- | ----- | ----- | ----- | ----- |
| 第1話  | 虹ヶ咲学園スクールアイドル同好会 | 2023年 1月6日 |       |       |       |       |       |       |       |       |       |       |       |       |       |       |       |       |       |       |       |       |       |       |
| 第2話  | ランジュと愛と可愛い             | 1月13日       |       |       |       |       |       |       |       |       |       |       |       |       |       |       |       |       |       |       |       |       |       |       |
| 第3話  | ミアと歩夢とホラー               | 1月20日       |       |       |       |       |       |       |       |       |       |       |       |       |       |       |       |       |       |       |       |       |       |       |
| 第4話  | 果林と栞子と将来                 | 1月27日       |       |       |       |       |       |       |       |       |       |       |       |       |       |       |       |       |       |       |       |       |       |       |
| 第5話  | エマとミアと歌                   | 2月3日        |       |       |       |       |       |       |       |       |       |       |       |       |       |       |       |       |       |       |       |       |       |       |
| 第6話  | 璃奈ちゃんRunRuns                | 2月10日       |       |       |       |       |       |       |       |       |       |       |       |       |       |       |       |       |       |       |       |       |       |       |
| 第7話  | ランジュとジョーカー             | 2月17日       |       |       |       |       |       |       |       |       |       |       |       |       |       |       |       |       |       |       |       |       |       |       |
| 第8話  | 彼方としずくと妹                 | 2月24日       |       |       |       |       |       |       |       |       |       |       |       |       |       |       |       |       |       |       |       |       |       |       |
| 第9話  | 妹王決定戦                       | 3月3日        |       |       |       |       |       |       |       |       |       |       |       |       |       |       |       |       |       |       |       |       |       |       |
| 第10話 | かすみとせつ菜とドッキリ         | 3月10日       |       |       |       |       |       |       |       |       |       |       |       |       |       |       |       |       |       |       |       |       |       |       |
| 第11話 | 侑と幼馴染                       | 3月17日       |       |       |       |       |       |       |       |       |       |       |       |       |       |       |       |       |       |       |       |       |       |       |
| 第12話 | ピアノとスクールアイドル         | 3月24日       |       |       |       |       |       |       |       |       |       |       |       |       |       |       |       |       |       |       |       |       |       |       |
| 第13話 | 侑と同好会1                      | 未放送        |       |       |       |       |       |       |       |       |       |       |       |       |       |       |       |       |       |       |       |       |       |       |
| 第14話 | 侑と同好会2                      | 未放送        |       |       |       |       |       |       |       |       |       |       |       |       |       |       |       |       |       |       |       |       |       |       |
| 第15話 | 侑と同好会3                      | 未放送        |       |       |       |       |       |       |       |       |       |       |       |       |       |       |       |       |       |       |       |       |       |       |
| 第2期  |                                  |               |       |       |       |       |       |       |       |       |       |       |       |       |       |       |       |       |       |       |       |       |       |       |
| 第1話  | 同好会とビクトリーロード         | 2024年 4月5日 |       |       |       |       |       |       |       |       |       |       |       |       |       |       |       |       |       |       |       |       |       |       |
| 第2話  | 歩夢と菜々とはじまり             | 4月12日       |       |       |       |       |       |       |       |       |       |       |       |       |       |       |       |       |       |       |       |       |       |       |
| 第3話  | 同好会とはんぺん                 | 4月19日       |       |       |       |       |       |       |       |       |       |       |       |       |       |       |       |       |       |       |       |       |       |       |
| 第4話  | 栞子と愛と放課後                 | 4月26日       |       |       |       |       |       |       |       |       |       |       |       |       |       |       |       |       |       |       |       |       |       |       |
| 第5話  | かすみと果林と作戦               | 5月3日        |       |       |       |       |       |       |       |       |       |       |       |       |       |       |       |       |       |       |       |       |       |       |
| 第6話  | 同好会とビクトリーロード その2   | 5月10日       |       |       |       |       |       |       |       |       |       |       |       |       |       |       |       |       |       |       |       |       |       |       |
| 第7話  | しずくとランジュとクレープ       | 5月17日       |       |       |       |       |       |       |       |       |       |       |       |       |       |       |       |       |       |       |       |       |       |       |
| 第8話  | 彼方とアルバイト                 | 5月24日       |       |       |       |       |       |       |       |       |       |       |       |       |       |       |       |       |       |       |       |       |       |       |
| 第9話  | 璃奈とエマとコミュニケーション   | 5月31日       |       |       |       |       |       |       |       |       |       |       |       |       |       |       |       |       |       |       |       |       |       |       |
| 第10話 | ミアと侑とスクールコンサート     | 6月7日        |       |       |       |       |       |       |       |       |       |       |       |       |       |       |       |       |       |       |       |       |       |       |
| 第11話 | 同好会とビクトリーロード その3   | 6月14日       |       |       |       |       |       |       |       |       |       |       |       |       |       |       |       |       |       |       |       |       |       |       |
| 第12話 | 仲間でライバル                   | 6月21日       |       |       |       |       |       |       |       |       |       |       |       |       |       |       |       |       |       |       |       |       |       |       |
| 第13話 | 姉王決定戦                       | 未放送        |       |       |       |       |       |       |       |       |       |       |       |       |       |       |       |       |       |       |       |       |       |       |
| 第14話 | 同好会とお弁当                   | 未放送        |       |       |       |       |       |       |       |       |       |       |       |       |       |       |       |       |       |       |       |       |       |       |
| 第15話 | 同好会とゲームセンター           | 未放送        |       |       |       |       |       |       |       |       |       |       |       |       |       |       |       |       |       |       |       |       |       |       |

### 放送局（ショートアニメ）
| 放送期間                | 放送時間           | 放送局   | 対象地域 | 備考                  |
| ----------------------- | ------------------ | -------- | -------- | --------------------- |
| 2023年1月6日 - 3月24日  | 金曜 21:54 - 22:00 | TOKYO MX | 東京都   | リピート放送あり      |
| 2023年1月10日 - 3月28日 | 火曜 21:54 - 22:00 | BS11     | 日本全域 | BS放送 / 『ANIME+』枠 |

| 配信開始日   | 配信時間           | 配信サイト |
| ------------ | ------------------ | --- |
| 2023年1月6日 | 金曜 21:54 - 22:00 | YouTube |
|              | 金曜 22:00 更新    | ニコニコチャンネル GYAO! ABEMA バンダイチャンネル dアニメストア Hulu U-NEXT アニメ放題 FOD DMM TV TELASA J:COMオンデマンド メガパック auスマートパスプレミアム ふらっと動画 milplus ひかりTV ビデオマーケット GYAO!ストア music.jp Rakuten TV HAPPY!動画 Amazon Prime Video |

| 放送期間               | 放送時間           | 放送局   | 対象地域 | 備考                  |
| ---------------------- | ------------------ | -------- | -------- | --------------------- |
| 2024年4月5日 - 6月21日 | 金曜 21:54 - 22:00 | TOKYO MX | 東京都   |                       |
| 2024年4月8日 - 6月24日 | 月曜 21:54 - 22:00 | BS11     | 日本全域 | BS放送 / 『ANIME+』枠 |

| 配信開始日   | 配信時間           | 配信サイト |
| ------------ | ------------------ | --- |
| 2024年4月5日 | 金曜 21:54 - 22:00 | YouTube |
|              | 金曜 22:00 更新    | ABEMA バンダイチャンネル dアニメストア [ 注釈 27 ] DMM TV Lemino アニメタイムズ Hulu U-NEXT アニメ放題 TELASA J:COM STREAM milplus auスマートパスプレミアム ふらっと動画 Amazon Prime Video ニコニコチャンネル HAPPY!動画 |

### BD（ショートアニメ）
| 巻  | 発売日        | 収録話                              | 規格品番  |
| --- | ------------- | ----------------------------------- | --------- |
| BOX | 2023年3月29日 | 第1話 - 第12話、新作第13話 - 第15話 | BCXA-1840 |

| 巻  | 発売日        | 収録話                              | 規格品番  |
| --- | ------------- | ----------------------------------- | --------- |
| BOX | 2024年6月26日 | 第1話 - 第12話、新作第13話 - 第15話 | BCXA-1924 |

## 音楽映像商品情報
詳細は「虹ヶ咲学園スクールアイドル同好会#作品」を参照

## ゲーム

### コンピューターゲーム
スクフェスシリーズ
各記事を参照。
ラブライブ！スクールアイドルフェスティバル
ラブライブ! スクールアイドルフェスティバル ALL STARS
ラブライブ！スクールアイドルフェスティバル2 MIRACLE LIVE!
単独作品
TOKIMEKI RunRuns
ブシロードのスマートフォン向けアプリケーションゲーム、ジャンルはアクション。
「Road to Next TOKIMEKI Stories」の企画の一環で2021年11月よりスタートしていた「広がれ虹のWA！虹ヶ咲学園スクールアイドル同好会　テーマ別活動」の【IT活用チーム】が開発していたアプリゲームとして実際に配信された。
ラブライブ!虹ヶ咲学園スクールアイドル同好会 トキメキの未来地図
ブシロードのNintendo Switch・Steam向けゲーム。ジャンルはビジュアルノベル。2025年4月24日発売。
ストーリー的には『スクスタ』の直接の続編となる。

## 小説

### 素顔のフォトエッセイシリーズ
ニジガクメンバーの一人称で綴られる短編集。1巻当たりに3人のメンバーによる短編が1編ずつ収録されており、フォトエッセイの名の通り、写真風のフルカラーイラストが挿絵となっている。各章の末尾には語り手であるメンバーを含めた複数名による短い対談「ニジガクチャット」と、語り手メンバーによるメモ書き風イラストが掲載されている。また、テレビアニメ版をベースにしており、登場する「あなた」の名前は高咲侑となっている。
キャラクターの一人称の短編集という点では『ラブライブ!』のSchool idol diaryシリーズに近いが、著者が原案者の公野櫻子ではなく犬井楡となっており、判型もB5サイズと大きくなっている。
2021年12月18日より、オーディオブック形式としてリライトされた作品の配信が順序開始されている。詳細は、虹ヶ咲学園スクールアイドル同好会#配信限定を参照。
- 矢立肇（原作）、公野櫻子（原案）、犬井楡（テキスト）、KADOKAWA アスキー・メディアワークス
  1. 『Rainbow Days 〜かすみ・愛・せつ菜〜』、2020年11月30日発行、ISBN 978-4-04-913573-2
  2. 『Rainbow Days 〜彼方・エマ・璃奈〜』、2021年1月29日発行、ISBN 978-4-04-913601-2
  3. 『Rainbow Days 〜歩夢・しずく・果林〜』、2021年3月31日発行、ISBN 978-4-04-913602-9
  4. 『Rainbow Days〜侑〜』、2022年1月31日発行、ISBN 978-4-04-914266-2

### 紅蓮の剣姫〜フレイムソード・プリンセス〜
電撃文庫とのコラボで刊行された公式スピンオフ作品。せつ菜が愛読するライトノベル「紅蓮の剣姫」のストーリーをたどりながら、そのミニフィルムを撮影することになった同好会メンバーが描かれる。著者は五十嵐雄策、イラストは火照ちげ、本文イラストは相模。2023年8月10日発売（ISBN 978-4-04-913573-2）。

## その他関連書籍
発刊者名の記載の無いものは全て「KADOKAWA アスキー・メディアワークス刊」
- ラブライブ!虹ヶ咲学園スクールアイドル同好会 FIRST FAN BOOK、2020年1月18日発行、電撃G’sマガジン編集部、ISBN 978-4-04-912938-0
- 電撃G's magazine 2020年9月号増刊 LoveLive!Days 虹ヶ咲SPECIAL、2020年8月31日発行
- ラブライブ!虹ヶ咲学園スクールアイドル同好会ファンブック みんなへ届け!ニジガクジャーナル、2020年11月25日発行、LoveLive!Days編集部、ISBN 978-4-04-913590-9
- 月刊ブシロード 2021年1月号（ブシロードメディア刊）表紙巻頭特集
- 電撃クリアファイルマガジン ラブライブ!虹ヶ咲学園スクールアイドル同好会、2021年3月2日発行、電撃G’sマガジン編集部、ISBN 978-4-04-913793-4
- アニメツーリズム協会公式 アニメ聖地88Walker2021（KADOKAWA刊）、2021年3月23日発行、ISBN 978-4-04-000605-5
- 電撃クリアファイルマガジン ラブライブ!虹ヶ咲学園スクールアイドル同好会、2021年3月31日発行、電撃G'sマガジン編集部、ISBN 978-4-04-913794-1
- LoveLive!Days 虹ヶ咲SPECIAL 2021 Spring、2021年4月30日発行、LoveLive!Days編集部、ISBN 978-4-04-913883-2
- ラブライブ!虹ヶ咲学園スクールアイドル同好会ファンブックさかさま虹ヶ咲!?、2021年12月2日発行、電撃G'sマガジン編集部、ISBN 978-4-04-914108-5
- 電撃クリアファイルマガジン ラブライブ!虹ヶ咲学園スクールアイドル同好会<UNITS!>、2022年1月11日、電撃G'sマガジン編集部、ISBN 978-4-04-914233-4
- ラブライブ!虹ヶ咲学園スクールアイドル同好会ファンブック みんなへ届け!ニジガクジャーナル2、2022年2月24日、LoveLive!Days編集部、ISBN 978-4-04-914416-1
- 電撃クリアポスターマガジン ラブライブ!虹ヶ咲学園スクールアイドル同好会 ニジガク空想世界旅行vol.1、2022年3月1日、電撃G'sマガジン編集部、ISBN 978-4-04-914360-7
- ラブライブ!虹ヶ咲学園スクールアイドル同好会ファンブック レジェンド オブ ニジガク ～虹の守護者～、2022年3月30日、LoveLive!Days編集部、ISBN 978-4-04-914476-5
- ラブライブ!虹ヶ咲学園スクールアイドル同好会TVアニメオフィシャルBOOK、2022年3月30日、公野櫻子・矢立肇、ISBN 978-4-04-913815-3

## コラボレーション
他の作品と合同でのコラボレーションはラブライブ!シリーズ#コラボレーションを参照。

### お台場の各企業及び自治体
- デックス東京ビーチ（東急不動産）

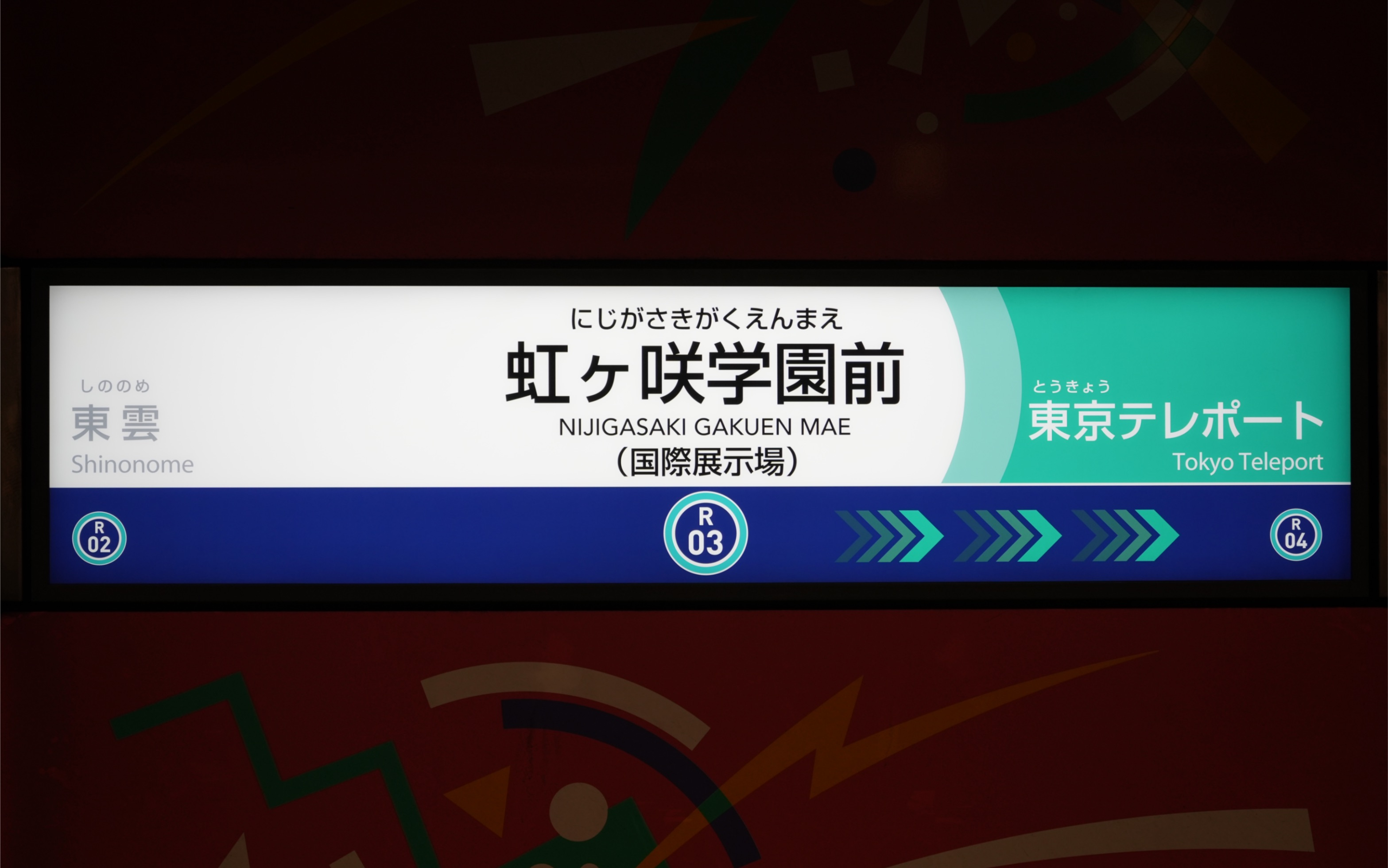
虹ヶ咲学園前（国際展示場）駅

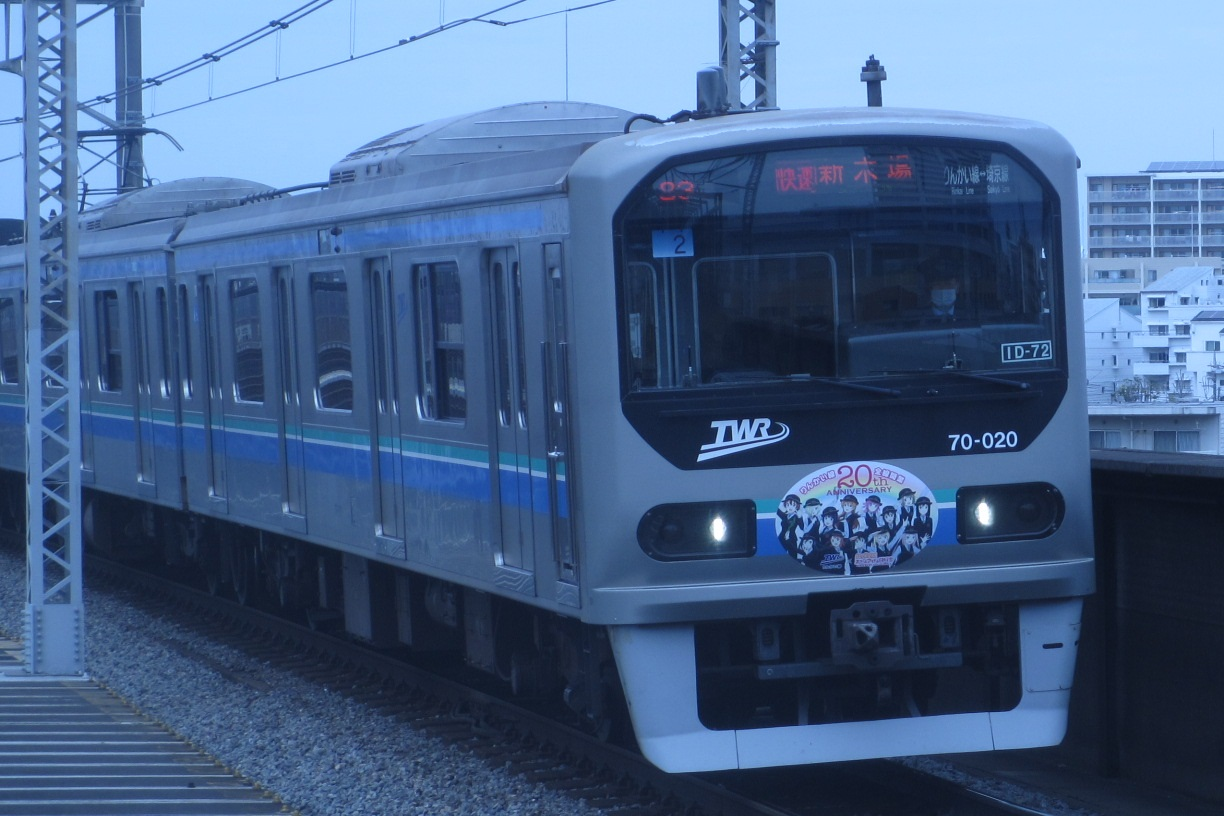
りんかい線コラボヘッドマーク列車
（埼京線・武蔵浦和駅）

  - ODAIBAゲーマーズ - 2019年10月2日の開店時より本作とのオフィシャルタイアップを実施。看板娘総選挙にて選ばれた優木せつ菜が看板娘となっている。
  - お台場たこ焼きミュージアム - 「たこミュ」イメージガール投票の結果を受け、「愛ちゃんのたこ焼きミュージアム」を実施。
- ダイバーシティ東京 プラザ（三井不動産商業マネジメント） - 2020年11月13日から2021年1月31日まで、テレビアニメで背景として登場したことをきっかけに、以下のキャンペーンを実施[104]。
  - ダイバーシティ東京 プラザ キャンペーンガール総選挙
  - オリジナルポストカードプレゼントキャンペーン
  - フードコート内など各箇所に装飾
- アクアシティお台場（三菱地所プロパティマネジメント） - 2020年12月26日から2021年1月31日までスタンプラリーのスタンプ設置場所の一つとなる。また、コラボイベントとして「TOKIMEKIサマーフェス」（2023年6月から8月）[105]、「TOKIMEKIフェス 天使と悪魔からの招待状」（2024年9月から10月）[106]を開催している。
  - ユナイテッド・シネマ アクアシティお台場 - OVAの初日舞台挨拶の会場として使われたほか、メンバーの誕生日を記念したOVAの応援上映を度々開催している[107]。
- ヴィーナスフォート（森ビル） - 2021年10月18日から11月18日まで等身大パネルの設置やステッカーの配布を実施。
- 東京お台場 大江戸温泉物語 - 2021年7月30日から9月5日の閉館日までパネルの設置や限定グッズ販売を実施。
- 有明ガーデン（住友不動産） - 2022年1月18日から8月31日までエリア内の各施設にて特別宿泊ルームやグッズ販売などを実施。
- ゆりかもめ - クリアファイル付きの特別デザイン一日乗車券を発売。
- 東京臨海高速鉄道 - クリアファイル付きの特別デザイン一日乗車券を発売。また、全線開業20周年を記念し、2022年12月24日から2023年3月31日までコラボヘッドマーク列車をりんかい線及び直通先のJR埼京線・川越線で運行する他、国際展示場駅下り1番線ホームの駅名看板を『虹ヶ咲学園前』に変更するなどのコラボレーションを実施[108]。

### その他のコラボ
- ウマ娘 プリティーダービー - ファミ通App内において、ゴールドシップが歩夢、愛、璃奈の3人にインタビューを敢行した[109]。
- セガ エンタテインメント - 天王寺璃奈が3代目セガスタッフイメージガールに就任。
- JALPAK - 2022年6月から2023年9月にかけて、コラボツアーパッケージを販売[110]。ラブライブ!シリーズとしては『サンシャイン!!』に続き第2弾となる。2024年9月からは、映画第1章の舞台である沖縄県内の指定施設を宿泊施設とした「ニジガクメンバーと一緒に沖縄観光 空の旅！」を実施。
- よみうりランド - 2023年4月から5月にかけて、コラボグッズや園内レストランでのコラボメニュー展開を実施。
- 鍋ぞう、ヒューマックスシネマ - 2023年9月から10月にかけて、限定メニュー、描き下ろしイラストを用いたグッズ展開を実施[111]。
- 洋服の青山 - 2023年11月、創立60周年を記念して、コラボグッズ展開を実施[112]。
- 東京アニメセンター in DNP PLAZA SHIBUYA - 2024年1月から2月にかけて、「ニジガク レトロポップコレクション」と称して限定グッズを販売。同年8月、第2弾となる「ニジガク タロットモチーフパーティ」を実施、限定グッズを販売。
- 株式会社ORIGRESS PARKS - 2024年2月から3月にかけて、同社が運営する、周遊コラボイベント「レジャフェス」の第1弾としてコラボレーション。全国10か所のレジャー施設にてパネル展示やコラボグッズ販売などを実施。
- 東武動物公園 - 2024年7月から8月にかけて、コラボグッズや園内レストランでのコラボメニュー展開を実施。
- コシダカホールディングス - 2024年8月から9月にかけて、運営する「カラオケまねきねこ」の対象店舗にてコラボメニューの提供やコラボグッズの販売を実施。那覇国際通り2号店では、コラボルームも展開。
- NTTドコモ - 2024年8月から10月にかけて、全国の対象店舗にてコラボグッズの販売を実施。

## 歴史
2017年3月30日
『スクフェス』の4周年記念プロジェクト「パーフェクトドリームプロジェクト（PDP）」が発表。同時にプロジェクトに伴って登場する3人のキャラクターのシルエットを公開。
2017年4月17日
上記3人が、『スクフェス』での第3回転入生総選挙における上位3名の桜坂しずく、エマ・ヴェルデ、近江彼方であることを発表。
2017年4月28日
追加メンバー6人のシルエットが公開。
2017年5月18日
シルエット状態だった残り6人のイラストと名前を発表。
2017年6月12日
9人のプロフィール及び意気込みコメントを公開、彼女たちが「虹ヶ咲学園」に所属するスクールアイドルであることを発表。
2017年9月21日
「東京ゲームショウ」のブシロードブースにて行われた「ラブライブ!スクールアイドルフェスティバル 新情報発表会ステージ」で担当声優9人を発表。
2018年11月21日
1stアルバム『TOKIMEKI Runners』発売。
2019年9月26日
ゲーム『ラブライブ! スクールアイドルフェスティバル ALL STARS（スクスタ）』リリース。
2019年10月2日
2ndアルバム『Love U my friends』発売。
2019年12月14日、15日
ライブイベント『ラブライブ！虹ヶ咲学園スクールアイドル同好会 First Live “with You”』開催。本作のテレビアニメ化を発表。
2020年2月12日
ユニットシングル「SUPER NOVA」「Dream Land! Dream World!」「Sing & Smile!!」発売。
2020年8月3日
『スクスタ』のサブキャラクターとして登場した三船栞子がメンバー入りすることを発表。
2020年9月2日
3rdアルバム『Just Believe!!!』発売。
2020年9月12日、13日
ライブイベント『ラブライブ！虹ヶ咲学園スクールアイドル同好会 2nd LIVE! Brand New Story / Back to the TOKIMEKI』開催。本作のテレビアニメの放送時期を発表。
2020年10月3日
テレビアニメ1期放送開始。
2021年3月20日、21日
ライブイベント『ラブライブ！虹ヶ咲学園スクールアイドル同好会 校内シャッフルフェスティバル』開催。
2021年5月8日、9日
ライブイベント『ラブライブ！虹ヶ咲学園スクールアイドル同好会　3rd Live! School Idol Festival〜夢の始まり〜』開催。テレビアニメ2期の制作を発表。
2021年8月31日
『スクスタ』のサブキャラクターとして登場したミア・テイラーと鐘嵐珠がメンバー入りすることを発表。
2021年9月11日 - 10月24日
イベント『ラブライブ！虹ヶ咲学園スクールアイドル同好会UNIT LIVE & FAN MEETING』Vol1～3開催。
2021年10月13日
4thアルバム『L!L!L! (Love the Life We Live)』発売。
2022年1月22日・23日
イベント『ラブライブ！虹ヶ咲学園スクールアイドル同好会UNIT LIVE & FAN MEETING vol.4 R3BIRTH 〜First DELIGHT〜』開催。
2022年2月26日、27日
ライブイベント『ラブライブ！虹ヶ咲学園スクールアイドル同好会 4th Live! 〜Love the Life We Live〜』開催。
2022年4月2日
テレビアニメ2期放送開始。
2022年9月10・11・17・18日
ライブイベント『ラブライブ！虹ヶ咲学園スクールアイドル同好会 5th Live! 虹が咲く場所』開催。
2022年11月1日
楠木ともり（優木せつ菜 役）の降板決定および活動最終日を発表。
2023年1月6日
ショートテレビアニメ『にじよん あにめーしょん』放送開始。
2023年1月14日 - 3月19日
ライブイベント『ラブライブ！虹ヶ咲学園スクールアイドル同好会UNIT LIVE!』Vol.1～4開催。
2023年3月25日
楠木の後任が林鼓子となることを発表。
2023年4月1日
林の活動開始。
2023年4月15日
『スクフェス2』サービス開始。
2023年4月22日 - 6月18日
イベント『ラブライブ！虹ヶ咲学園スクールアイドル同好会 にじたび！ TOKIMEKI FAN MEETING TOUR』広島・東京・愛知・福岡公演開催。
2023年6月23日
OVA『ラブライブ！虹ヶ咲学園スクールアイドル同好会 NEXT SKY』劇場上映および劇場先行販売開始。OVAの続編となる劇場上映シリーズ3部作制作決定を発表。
2023年6月30日
『スクスタ』サービス終了。
2023年7月1日 -17日
イベント『にじたび！』大阪・北海道公演開催。
2023年8月30日
OVA『NEXT SKY』一般販売開始。
2023年10月4日
5thアルバム『Fly with You!!』発売。
2023年12月23・24日
ライブイベント『ラブライブ！虹ヶ咲学園スクールアイドル同好会 6th Live! I love You ⇆ You love Me』愛知公演開催。新アニメ『にじよんあにめーしょん2』制作・放送決定を発表。
2024年1月13・14日
ライブイベント『ラブライブ！虹ヶ咲学園スクールアイドル同好会 6th Live! I love You ⇆ You love Me』神奈川公演開催。7thライブ開催決定、ビジュアルノベルゲーム制作決定、映画第1章の公開日決定を発表。
2024年5月12日
イベント『ラブライブ！虹ヶ咲学園～放課後放送室～ ＆ RADIO アニガサキ！合同公開録音 キズナつなげて！TOKIMEKIアワー♪』開催。ビジュアルノベルゲームの正式タイトル「トキメキの未来地図」、ラジオ番組「がさらじ」第4期の正式タイトル「にじちず放送室」を発表。
2024年9月6日
映画『ラブライブ!虹ヶ咲学園スクールアイドル同好会 完結編 第1章』劇場上映開始。
2024年10月19日、20日
ライブイベント『ラブライブ！虹ヶ咲学園スクールアイドル同好会 7th Live! NEW TOKIMEKI LAND』開催。映画第2章の公開時期を発表。

### ユニットメンバー
1. ↑  高咲侑（矢野妃菜喜）、上原歩夢（大西亜玖璃）、中須かすみ（相良茉優）、桜坂しずく（前田佳織里）、朝香果林（久保田未夢）、宮下愛（村上奈津実）、近江彼方（鬼頭明里）、優木せつ菜（楠木ともり）、エマ・ヴェルデ（指出毬亜）、天王寺璃奈（田中ちえ美）、三船栞子（小泉萌香）、ミア・テイラー（内田秀）、鐘嵐珠（法元明菜）
2. ↑  高咲侑（矢野妃菜喜）、上原歩夢（大西亜玖璃）、中須かすみ（相良茉優）、桜坂しずく（前田佳織里）、朝香果林（久保田未夢）、宮下愛（村上奈津実）、近江彼方（鬼頭明里）、優木せつ菜（林鼓子）、エマ・ヴェルデ（指出毬亜）、天王寺璃奈（田中ちえ美）、三船栞子（小泉萌香）、ミア・テイラー（内田秀）、鐘嵐珠（法元明菜）